# 발달심리학

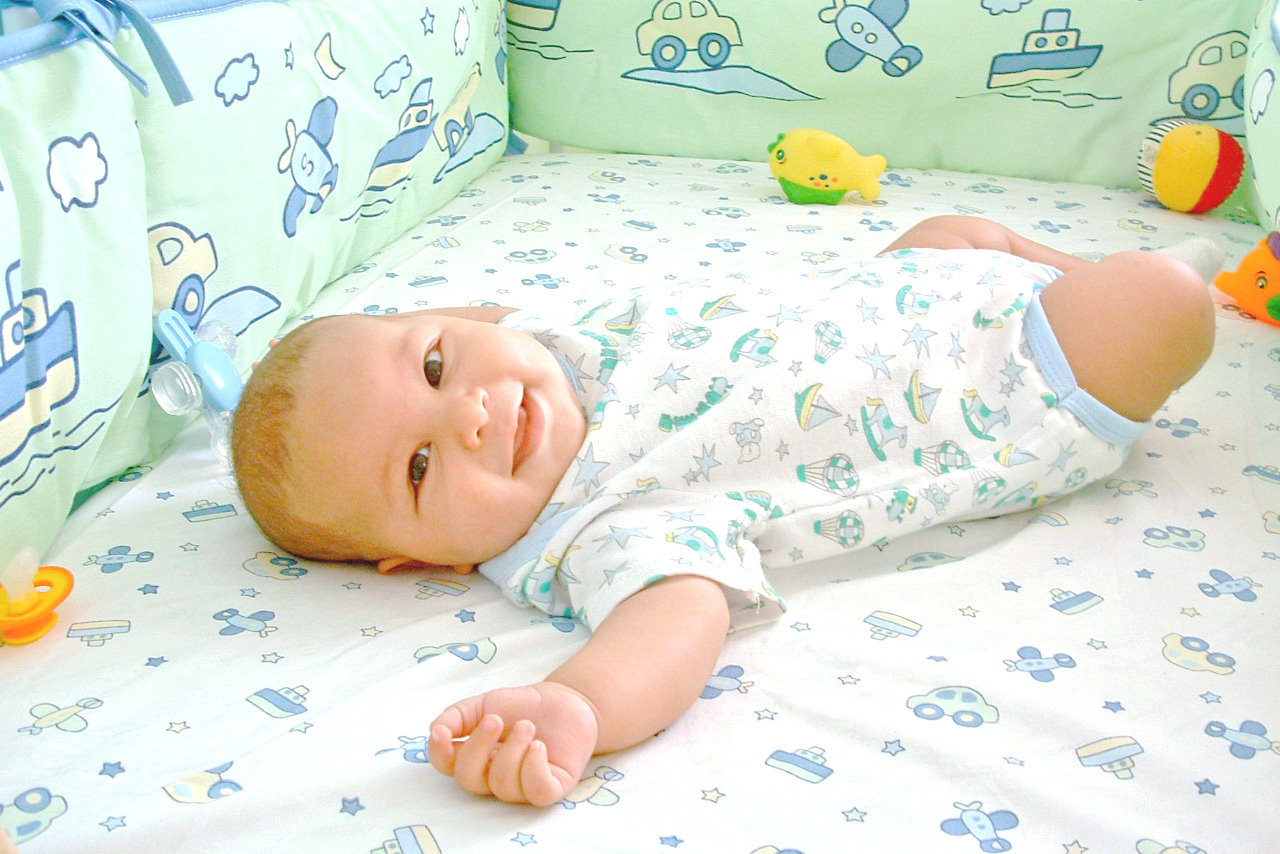
영아에 대한 심리학적 연구에서는 특별한 방법이 사용된다.

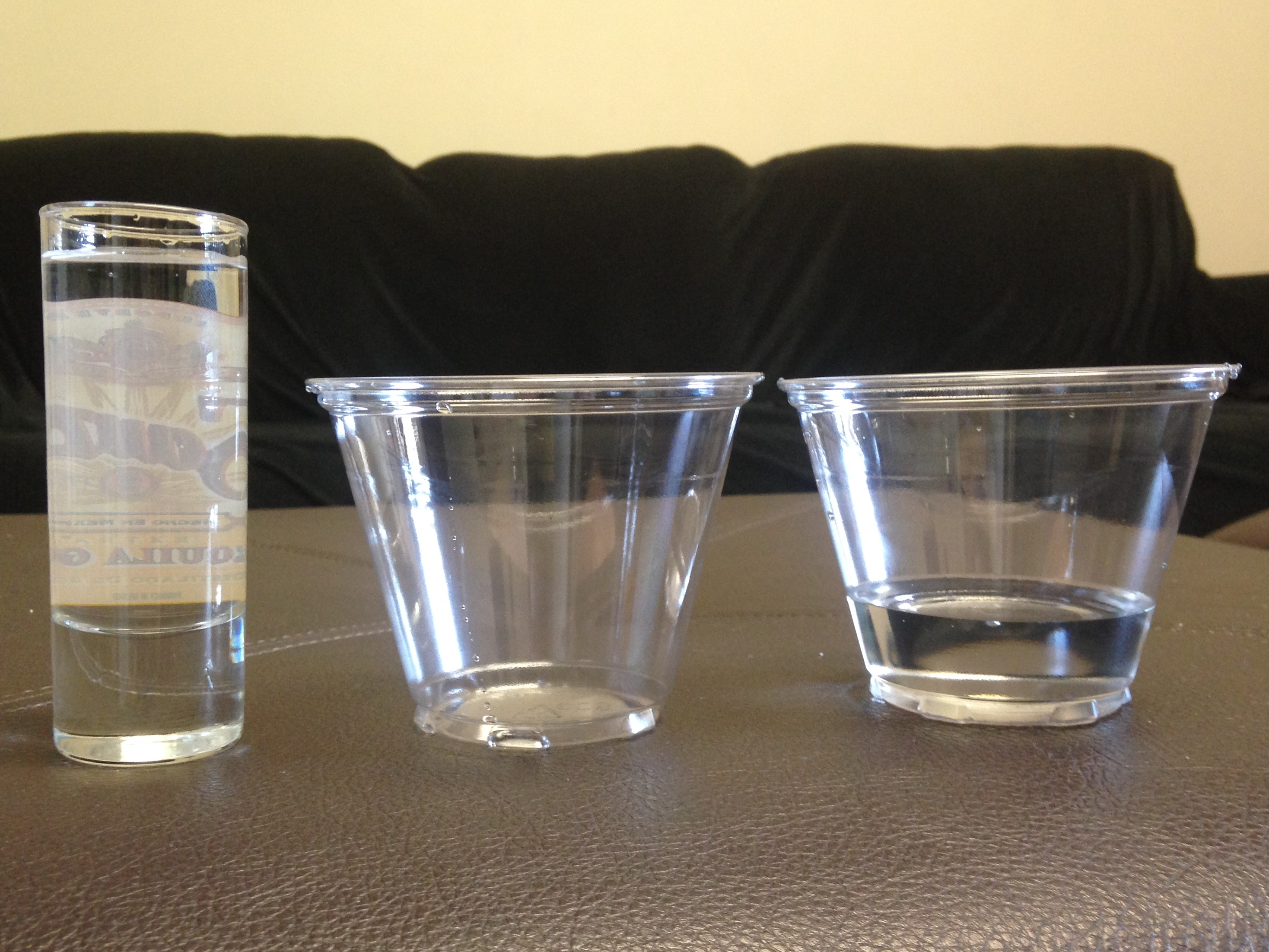
보존에 대한 피아제의 실험. 아동에게 사용되는 많은 실험 중 하나.

발달심리학(發達 心理學, 영어: developmental psychology)은 사람이 태어나서 죽을때까지 일생 동안 연령 및 환경에 따른 정신과정과 행동상의 변화를 다루는 심리학의 한 분과이다. 원래 아기와 어린이에 초점을 맞추었지만, 이 분야는 청소년, 성인 발달, 노인 및 전 생애를 포함하도록 확장되었다. 발달 심리학자들은 생각, 감정, 행동이 일생 동안 어떻게 변화하는지 설명하는 것을 목표로 한다. 이 분야는 신체 발달, 인지 발달, 사회 정서 발달의 세 가지 주요 차원에서 변화를 연구한다. 정체성, 인간관계, 창의력 등을 삶의 중요한 세 영역으로 본다.
심리학자 에릭 에릭슨은 인간의 발달을 8단계로 구분하고 각 단계별로 형성되는 특성을 설명하면서 각 시기마다 접하는 환경과 상황에 따라 자기 자신과 사회에 대한 인식이 결정된다고 보았다. 연구 영역은 신체적·지적·정의적(情意的)·사회적 발달로 나누기도 하고, 태아기·영아기·유년기·소년기·청년기·장년기·중년기·노년기로 나누기도 한다. 또는 어떤 특수 영역, 예를 들어 뇌의 발달, 양심의 발달, 성격의 발달 등으로도 나눌 수 있다.
발달심리학은 인간 발달에 대한 본성과 양육의 영향뿐만 아니라 시간 경과에 따른 다양한 맥락에서 발생하는 변화 과정을 탐구한다. 많은 연구자들은 개인적 특성, 개인의 행동, 그리고 사회적 맥락 및 건축 환경을 포함한 환경 요인 간의 상호작용에 관심을 갖는다. 변화는 크게 질적 변화(구조적 변화, 단계적 변화)와 양적 변화(연속적 변화, 비단계적 변화)로 나눌 수 있다. 발달이 선천적인 영향을 많이 받는지, 후천적인 영향을 많이 받는지에 관해서는 이견이 분분했으나, 최근에는 반응의 범위 모형이 정설로 받아들여지고 있다. 발달심리학에 대한 현재 진행 중인 논쟁에는 생물학적 본질주의 대 신경가소성 및 발달 단계 대 발달의 동적 시스템이 포함된다. 발달심리학 연구에는 특정 한계가 있지만, 현재 진행 중인 연구들은 생애 단계 전환과 생물학적 요인이 인간 행동 및 발달에 어떻게 영향을 미치는지 이해하는 것을 목표로 한다.
교육심리학, 아동 정신병리학, 법발달심리학, 아동 발달, 인지심리학, 생태심리학, 문화심리학 등 다양한 분야를 포함한다. 20세기의 영향력 있는 발달심리학자로는 유리 브론펜브레너, 에릭 에릭슨, 지그문트 프로이트, 아나 프로이트, 장 피아제, 바바라 로고프, 에스더 텔렌, 레프 비고츠키 등이 있다.

## 역사적 선례
장자크 루소와 존 B. 왓슨은 현대 발달심리학의 기초를 제공한 것으로 주로 언급된다. 18세기 중반, 장 자크 루소는 『에밀』에서 영아(유아기), 푸에르(아동기), 청소년기 등 세 가지 발달 단계를 설명했다. 루소의 사상은 당시 교육자들에게 채택되고 지지받았다.
발달심리학은 일반적으로 인간의 삶의 과정에서 특정 변화(인지적, 사회적, 지적, 성격적)가 어떻게, 왜 발생하는지에 초점을 맞춘다. 많은 이론가들이 이 심리학 분야에 지대한 공헌을 했다. 그중 한 명은 심리학자 에릭 에릭슨으로, 8단계의 심리사회 발달 모델을 만들었다. 그의 이론에 따르면, 사람들은 삶의 여러 단계를 거치며, 각 단계마다 개인의 성격과 행동을 형성하는 고유한 발달 위기를 겪는다.

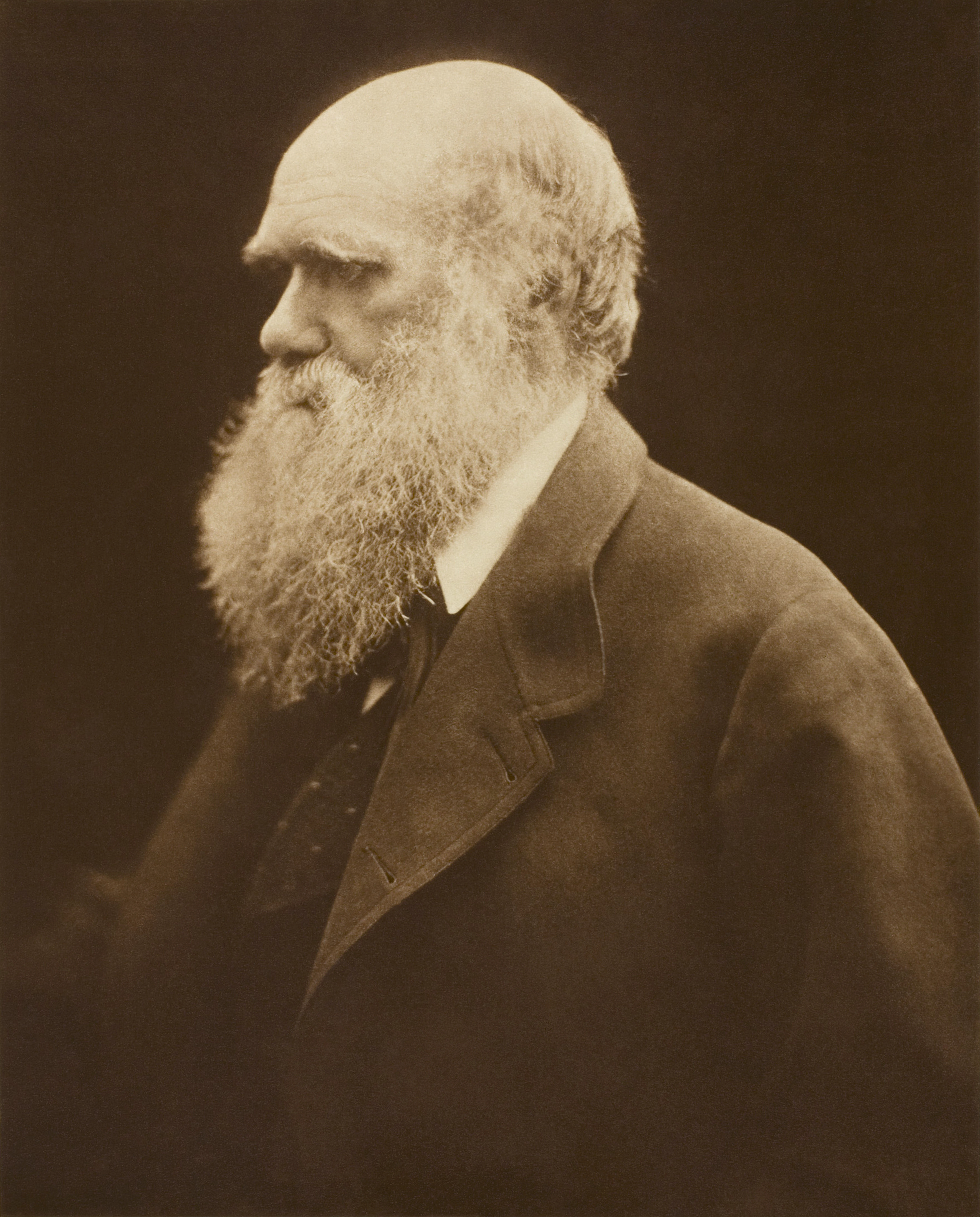
찰스 다윈

19세기 후반, 다윈의 진화론에 익숙한 심리학자들은 심리 발달에 대한 진화론적 설명을 찾기 시작했다. 이 분야에서 두드러진 인물은 선구적인 심리학자 그랜빌 스탠리 홀로, 아동의 연령을 인류의 이전 시대와 연관시키려고 시도했다. 『모방: 의식의 자연사 한 장』 및 『아동과 인종의 정신 발달: 방법과 과정』과 같은 주제에 대한 에세이를 쓴 제임스 마크 볼드윈은 발달심리학 이론에 상당한 기여를 했다. 지그문트 프로이트는 그의 개념이 발달적이었고, 대중의 인식에 상당한 영향을 미쳤다.

## 이론

### 성심리 발전
지그문트 프로이트는 인간이 끊임없이 쾌락을 추구하기 때문에 그렇게 행동한다는 이론을 개발했다. 쾌락을 추구하는 이 과정은 사람이 진화함에 따라 단계별로 변화한다. 사람이 경험하는 각 쾌락 추구 기간은 성심리 발전의 한 단계로 표현된다. 이러한 단계는 성숙한 성인이 되는 과정을 상징한다.
첫 번째는 구강기로, 출생 시부터 약 1년 반까지 지속된다. 구강기 동안 아이는 빠는 행동이나 입을 사용하는 다른 행동에서 쾌락을 찾는다. 두 번째는 항문기로, 약 1년에서 1년 반부터 3세까지 지속된다. 항문기 동안 아이는 항문에서 배설하며 종종 자신의 배설물에 매료된다. 이 발달 기간은 종종 아이가 배변 훈련을 받는 시기에 발생한다. 아이는 대변과 소변에 관심을 갖게 된다. 아이들은 부모로부터 독립적인 존재로 자신을 보기 시작한다. 그들은 자기 주장과 자율성을 욕구하기 시작한다.
세 번째는 남근기로, 3세부터 5세까지 발생한다(대부분의 사람의 성격은 이 나이까지 형성된다). 남근기 동안 아이는 자신의 성기에 대해 인지한다. 쾌락은 이성으로부터 수용과 사랑을 찾는 데서 온다. 네 번째는 잠복기로, 5세부터 사춘기까지 발생한다. 잠복기 동안 아이의 성적 관심은 억압된다.
다섯 번째 단계는 성욕기로, 사춘기부터 성인기까지 지속된다. 성욕기 동안 사춘기가 시작된다. 아이들은 이제 성숙해졌고, 자신만이 아닌 다른 사람들에 대해 생각하기 시작한다. 쾌락은 다른 사람들로부터의 애정에서 온다.
프로이트는 의식과 무의식 사이에 긴장이 존재한다고 믿었는데, 이는 의식이 무의식이 표현하려는 것을 억제하려고 하기 때문이었다. 이를 설명하기 위해 그는 세 가지 성격 구조인 이드, 자아, 초자아를 개발했다. 이드는 세 가지 중 가장 원시적인 것으로, 쾌락 원리에 따라 기능한다: 쾌락을 추구하고 고통을 피한다. 초자아는 비판적이고 도덕적인 역할을 하며, 자아는 이드와 초자아의 욕구 사이를 중재하는 조직화되고 현실적인 부분이다.

### 인지 발달 이론
스위스 이론가인 장 피아제는 아동이 물리적 및 사회적 환경과의 상호작용을 통해 지식을 능동적으로 구성함으로써 학습한다고 주장했다. 그는 아동의 학습을 돕는 성인의 역할은 적절한 자료를 제공하는 것이라고 제안했다. 그의 이론의 경험적 기초가 된 아동과의 인터뷰 기법에서, 그는 아동이 자신의 생각을 드러내도록 하기 위해 소크라테스식 질문과 유사한 것을 사용했다. 그는 발달의 주요 원천이 아동이 물리적 및 사회적 세계와의 상호작용을 통해 필연적으로 모순을 생성하는 데 있다고 주장했다. 아동이 이러한 모순을 해결하는 것은 더 통합되고 발전된 형태의 상호작용으로 이어졌으며, 그는 이 발달 과정을 "평형화"라고 불렀다.
피아제는 지적 발달이 평형화 과정을 통해 생성되는 일련의 단계를 거쳐 일어난다고 주장했다. 각 단계는 아동이 다음 단계로 넘어가기 전에 숙달해야 하는 단계를 포함한다. 그는 이러한 단계들이 서로 분리된 것이 아니라, 각 단계가 이전 단계 위에 연속적인 학습 과정으로 구축된다고 믿었다. 그는 감각 운동, 전조작, 구체적 조작, 형식적 조작의 네 가지 단계를 제안했다. 비록 그는 이러한 단계들이 특정 연령에 발생한다고 믿지 않았지만, 많은 연구에서 이러한 인지 능력이 언제 나타나야 하는지 밝혀냈다.

### 도덕 발달 단계
피아제는 논리와 도덕이 구성적 단계를 통해 발달한다고 주장했다. 피아제의 연구를 확장하여 로런스 콜버그는 도덕 발달 과정이 주로 정의에 관련되며, 개인의 평생 동안 지속된다고 결정했다.
그는 세 가지 수준의 도덕적 추론을 제안했다: 전인습적 도덕 추론, 인습적 도덕 추론, 후인습적 도덕 추론. 전인습적 도덕 추론은 아동에게 전형적인 것으로, 다양한 행동 과정과 관련된 보상 및 처벌에 기반한 추론이 특징이다. 인습적 도덕 추론은 아동기 후반과 청소년기 초반에 발생하며, 사회의 규칙과 관습에 기반한 추론이 특징이다. 마지막으로, 후인습적 도덕 추론은 개인이 사회의 규칙과 관습을 권위적인 것이 아니라 상대적이고 주관적인 것으로 보는 단계이다.
콜버그는 하인츠 딜레마를 자신의 도덕 발달 단계에 적용했다. 하인츠 딜레마는 하인츠의 아내가 암으로 죽어가고 하인츠가 약을 훔쳐 아내를 구해야 하는 딜레마를 포함한다. 전인습적 도덕성, 인습적 도덕성, 후인습적 도덕성이 하인츠의 상황에 적용된다.

### 심리사회 발달 단계
독일계 미국인 심리학자 에릭 에릭슨과 그의 협력자이자 아내인 조안 에릭슨은 생애 전반에 걸쳐 생물학적, 심리적, 사회적 요인의 영향을 받는 개인의 인간 발달 8단계를 제시한다. 각 단계에서 개인은 도전이나 실존적 딜레마를 해결해야 한다. 딜레마를 성공적으로 해결하면 긍정적인 미덕이 내면화되지만, 해당 단계의 근본적인 도전을 해결하지 못하면 개인이나 주변 세계에 대한 부정적인 인식이 강화되어 개인의 발달이 진행되지 못한다.
첫 번째 단계인 "신뢰 대 불신"은 유아기에 발생한다. 첫 번째 단계의 긍정적인 미덕은 희망으로, 유아가 누구를 신뢰해야 하는지 배우고 자신을 지지해 줄 사람들이 있을 것이라는 희망을 갖는 것이다. 두 번째 단계는 "자율성 대 수치심과 의심"으로, 긍정적인 미덕은 의지이다. 이 단계는 아동이 자신이 무엇을 할 수 있는지 발견함으로써 더욱 독립적이 되는 법을 배우는 유년기 초기에 발생하며, 만약 아동이 지나치게 통제되면 부적절하다는 감정이 강화되어 낮은 자존감과 의심으로 이어질 수 있다.
세 번째 단계는 "솔선성 대 죄책감"이다. 얻게 되는 미덕은 목적의식이다. 이 단계는 주로 놀이를 통해 이루어진다. 이 단계에서 아동은 호기심을 갖고 다른 아이들과 많은 상호작용을 할 것이다. 호기심이 커지면서 많은 질문을 할 것이다. 너무 많은 죄책감이 존재하면, 아동은 자신의 세계와 그 안의 다른 아동들과 상호작용하는 데 더 느리고 어려운 시간을 가질 수 있다.
네 번째 단계는 "근면성 대 열등감"이다. 이 단계의 미덕은 유능함이며, 아동의 학교에서의 초기 경험의 결과이다. 이 단계는 아동이 다른 사람들의 인정을 얻으려고 노력하고 자신의 성취의 가치를 이해하는 때이다.
다섯 번째 단계는 "정체성 대 역할 혼란"이다. 얻게 되는 미덕은 충실성이며 청소년기에 발생한다. 이 단계는 아동이 사회에서의 자신의 위치, 특히 성 역할 측면에서 정체성을 찾기 시작하는 때이다.
여섯 번째 단계는 "친밀감 대 고립"으로, 청년기에 발생하며 얻게 되는 미덕은 사랑이다. 이 단계는 개인이 다른 사람과 친밀하고 감정적으로 삶을 공유하기 시작하는 때이다. 그렇게 하지 않으면 고립감을 강화할 수 있다.
일곱 번째 단계는 "생산성 대 침체"이다. 이 단계는 성인기에 발생하며 얻게 되는 미덕은 보살핌이다. 사람은 안정되어 가족을 부양하고 지역사회에 참여함으로써 사회에 환원하기 시작한다.
여덟 번째 단계는 "자아 통합 대 절망"이다. 나이가 들면 자신의 삶을 되돌아보며 성공과 실패를 생각한다. 이를 긍정적으로 해결하면 지혜의 미덕을 얻게 된다. 또한 이 단계는 삶을 마감하고 죽음을 후회나 두려움 없이 받아들이는 시기이다.

### 위계적 복잡성 모델에 기반한 단계
마이클 커먼스는 바르벨 인헬더와 피아제의 발달 이론을 개선하고 단순화하여 보편적인 발달 패턴을 검토하는 표준 방법을 제시한다. 위계적 복잡성 모델(MHC)은 영역별 정보의 평가에 기반하지 않으며, 처리해야 할 과제의 위계적 복잡성 순서와 그러한 과제에 대한 단계적 수행을 구분한다. 단계는 참가자가 성공적으로 처리하는 과제의 위계적 복잡성 순서이다. 그는 피아제의 원래 8단계(절반 단계 포함)를 17단계로 확장했다. 단계는 다음과 같다.
1. 계산적
2. 자동적
3. 감각 및 운동
4. 순환 감각-운동
5. 감각-운동
6. 명목적
7. 문장적
8. 전조작적
9. 1차적
10. 구체적
11. 추상적
12. 형식적
13. 체계적
14. 메타체계적
15. 패러다임적
16. 교차 패러다임적
17. 메타-교차 패러다임적

과제의 위계적 복잡성 순서는 R값이 0.9에서 0.98 범위로 수행의 난이도를 예측한다.
MHC에서 상위 순서의 과제가 다음 하위 순서의 과제를 조정하기 위해 충족해야 하는 세 가지 주요 공리가 있다. 공리는 MHC가 행동을 위계를 형성하도록 배열하는 방법을 결정하기 위해 따르는 규칙이다. 이러한 공리는 다음과 같다: a) 위계적 복잡성 과제 행동의 다음 하위 순서 과제 측면에서 정의됨; b) 둘 이상의 덜 복잡한 행동을 조직하는 상위 순서 과제 행동으로 정의됨; 즉, 더 복잡한 행동이 덜 복잡한 행동들이 결합하는 방식을 지정함; c) 하위 순서 과제 행동들이 비임의적으로 수행되어야 하는 것으로 정의됨.

### 생태체계 이론

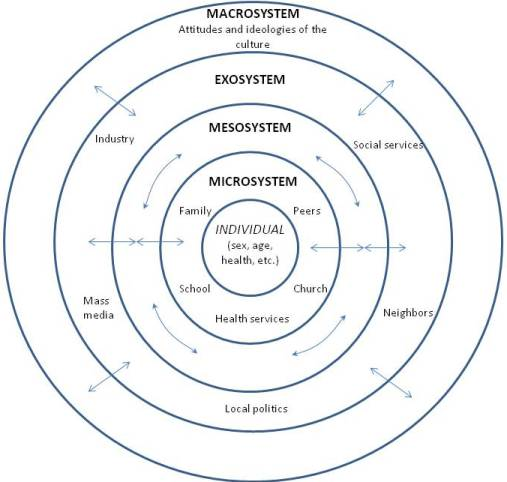

원래 유리 브론펜브레너가 정립한 생태체계 이론은 시스템 내부와 시스템 간에 양방향 영향을 미치는 네 가지 유형의 중첩된 환경 시스템을 명시한다. 네 가지 시스템은 미시체계, 중간체계, 외체계, 거시체계이다. 각 시스템에는 발달을 강력하게 형성할 수 있는 역할, 규범 및 규칙이 포함된다. 미시체계는 우리 삶의 직접적인 환경으로, 집과 학교와 같은 곳이다. 중간체계는 관계가 미시체계와 어떻게 연결되는지이다. 외체계는 아동이 아무런 역할도 하지 않는 더 큰 사회 시스템이다. 거시체계는 사회의 문화적 가치, 관습 및 법률을 나타낸다.
미시체계는 개인을 둘러싸고 영향을 미치는 즉각적인 환경이다(예: 학교 또는 가정 환경). 중간체계는 두 미시체계의 조합과 이들이 서로에게 어떻게 영향을 미치는지이다(예: 가정에서의 형제자매 관계 대 학교에서의 또래 관계). 외체계는 간접적으로 연결된 두 개 이상의 환경 간의 상호작용이다(예: 아버지의 직업이 더 많은 초과 근무를 요구하여 딸의 학교 성적에 영향을 미치는데, 이는 아버지가 더 이상 딸의 숙제를 도울 수 없기 때문이다). 거시체계는 사회경제적 지위, 문화, 신념, 관습 및 도덕을 고려하는 더 넓은 개념이다(예: 부유한 가정의 자녀가 덜 부유한 가정의 또래를 그 이유 때문에 열등하게 보는 경우). 마지막으로, 연대체계는 생활 사건의 시간적 성격과 이들이 전환을 통해 개인과 그들의 상황에 어떻게 상호작용하고 변화를 주는지에 해당한다(예: 어머니가 자신의 어머니를 질병으로 잃고 삶에서 더 이상 그 지지를 받지 못하는 경우).
1979년 출판된 브론펜브레너의 주요 이론서인 『인간 발달의 생태학』은 심리학자들과 다른 사람들이 인간과 그 환경을 연구하는 방식에 광범위한 영향을 미쳤다. 이러한 발달 개념화의 결과로, 가족에서 경제 및 정치 구조에 이르는 이러한 환경들은 아동기부터 성인기까지의 생애 과정의 일부로 간주되게 되었다.

### 근접 발달 영역
레프 비고츠키는 소련 시대의 러시아 이론가로, 아동이 실제 경험과 문화 구성원과의 사회적 상호작용을 통해 학습한다고 주장했다. 비고츠키는 아동의 발달이 문제 해결 활동 중에 검토되어야 한다고 믿었다. 피아제와 달리 그는 아동이 새로운 과제를 배우기 직전에 성인이 적시에 민감하게 개입하는 것이(이를 "근접 발달 영역"이라고 부름) 아동이 새로운 과제를 배우는 데 도움이 될 수 있다고 주장했다. 근접 발달 영역은 아동의 학습과 성인 또는 또래와의 협동적인 문제 해결 활동을 설명하는 데 사용되는 도구이다. 이러한 성인의 역할은 종종 숙련된 "장인"으로 불리며, 아동은 교육 과정에서 "인지적 도제"라고 불리는 학습 견습생으로 간주된다. 마틴 힐은 "현실 세계는 아동의 마음에 적용되지 않는다"고 말했다. 이 기법을 "비계 설정"이라고 하는데, 이는 아동이 이미 가지고 있는 지식 위에 성인이 아동이 배울 수 있도록 돕는 새로운 지식을 구축하기 때문이다. 비고츠키는 아동의 발달 패턴을 결정하는 데 있어서 문화의 역할에 강하게 초점을 맞추었으며, 발달이 사회적 수준에서 개인적 수준으로 이동한다고 주장했다. 즉, 비고츠키는 심리학이 개인과 그 환경의 관계를 통해 인간 의식의 진보에 초점을 맞춰야 한다고 주장했다. 그는 학자들이 이러한 연결을 계속 무시한다면, 이는 인간 의식의 완전한 이해를 방해할 것이라고 느꼈다.

### 구성주의
구성주의는 학습을 지식을 능동적으로 구성하는 과정으로 특징짓는 심리학 패러다임이다. 개인은 종종 사회적 상호작용의 맥락에서 새로운 정보를 다른 지식과 선택, 조직 및 통합함으로써 자신을 위한 의미를 만들거나 새로운 정보를 이해한다. 구성주의는 두 가지 방식으로 발생할 수 있다: 개별적 구성주의와 사회적 구성주의. 개별적 구성주의는 개인이 다른 사람이 제공한 사실을 암기하는 것이 아니라 자신의 경험의 인지 과정을 통해 지식을 구성하는 경우이다. 사회적 구성주의는 개인이 상황에 가져오는 지식과 그 내용 내의 사회적 또는 문화적 교류 간의 상호작용을 통해 지식을 구성하는 경우이다. 구성주의의 기본 개념은 인지의 목적이 주변의 존재론적 세계가 아니라 자신의 경험적 세계를 조직하는 것이라는 점이다.
스위스의 발달 심리학자 장 피아제는 아동이 경험을 통해 배우고 실수를 저지르며 문제를 해결하기 때문에 학습이 능동적인 과정이라고 제안했다. 피아제는 학습이 의미가 구성된다는 것을 학생들이 이해하도록 도움으로써 전체적으로 이루어져야 한다고 제안했다.

### 진화 발달 심리학
진화 발달 심리학은 다윈의 진화, 특히 자연선택의 기본 원리를 적용하여 인간 행동과 인지의 발달을 이해하는 연구 패러다임이다. 이는 사회적 및 인지적 역량의 발달을 뒷받침하는 유전적 및 환경적 메커니즘뿐만 아니라 이러한 역량을 지역 조건에 적응시키는 후성유전학적(유전자-환경 상호작용) 과정을 연구하는 것을 포함한다.
EDP는 온토제니(발달적 적응)의 안정적인 발달 종-유형적 특성과 행동의 개별적 차이를 진화론적 관점에서 모두 고려한다. 진화론적 관점은 대부분의 개별적 차이를 무작위적인 유전적 잡음(진화적 부산물) 및 특이성(예: 또래 집단, 교육, 이웃, 우연한 만남)의 결과로 간주하는 경향이 있지만, EDP는 자연선택이 "적응적 발달 가소성"을 통해 개별적 차이의 출현을 선호할 수 있다고 주장한다. 이 관점에서 인간 발달은 하나의 종-유형적 발달 패턴을 따르기보다는 환경 변동성에 반응하여 대안적인 생활사 전략을 따른다.
EDP는 진화심리학(EP)의 이론적 틀과 밀접하게 연결되어 있지만, 연구 강조(EDP는 성인기 적응이 아닌 온토제니의 적응에 초점), 그리고 주류 진화심리학의 초점인 더 궁극적인 요인(즉, 왜 발달이 발생하는가) 외에도 근위 온토제니 및 환경 요인(즉, 어떻게 발달이 발생하는가)을 고려하는 등 여러 영역에서 EP와 구별된다.

### 애착 이론
존 볼비가 개발한 애착 이론은 개방적이고 친밀하며 감정적으로 의미 있는 관계의 중요성에 초점을 맞춘다. 애착은 영아의 생존을 보장하기 위해 진화한 생물학적 시스템 또는 강력한 생존 충동으로 묘사된다. 위협을 받거나 스트레스를 받는 아동은 개인에게 신체적, 정서적, 심리적 안전감을 조성하는 돌봄 제공자에게 다가갈 것이다. 애착은 신체 접촉과 친숙함을 기반으로 한다. 20세기 중반 심리학자 해리 할로우의 영아 붉은털원숭이 연구는 애착 이론에 대한 중요한 실험적 지지를 제공했다. 그의 연구는 영아 원숭이가 음식만을 제공하는 철사 대리모보다 편안함을 제공하는 천 대리모를 일관되게 선호한다는 것을 발견했다. 이러한 결과는 정서적 안정과 신체적 편안함이 단순한 영양 공급보다 애착에 더 중요함을 보여주었다. 할로우의 발견은 초기 돌봄 관계가 이후 삶의 건강한 정서 발달과 사회적 유대에 생물학적으로 필수적이라는 볼비의 견해를 강화했다.
나중에 메리 에인스워스는 낯선 상황 프로토콜과 안전 기지 개념을 개발했다. 이 도구는 애착을 이해하는 데 도움이 되는 것으로 밝혀졌으며, 낯선 상황 테스트와 성인 애착 면접이 그러하다. 둘 다 특정 애착 유형의 요인을 결정하는 데 도움이 된다. 낯선 상황 테스트는 "애착의 방해"를 찾아내고 특정 속성이 특정 애착 문제에 기여하는지 여부를 판단하는 데 도움이 된다. 성인 애착 면접은 낯선 상황 테스트와 유사하지만 성인에서 발견되는 애착 문제에 초점을 맞춘 도구이다. 두 테스트 모두 많은 연구자들이 위험과 이를 식별하는 방법에 대한 더 많은 정보를 얻는 데 도움이 되었다.
이론가들은 네 가지 유형의 애착 유형을 제안했다: 안정적, 불안-회피적, 불안-저항적, 그리고 혼란형. 안정적 애착은 영아와 돌봄 제공자 사이의 건강한 애착이다. 이는 신뢰로 특징지어진다. 불안-회피적 애착은 영아와 돌봄 제공자 사이의 불안정한 애착이다. 이는 영아가 돌봄 제공자에 대한 무관심으로 특징지어진다. 불안-저항적 애착은 영아가 분리 시 고통을 느끼고 재회 시 분노를 보이는 것으로 특징지어지는 영아와 돌봄 제공자 사이의 불안정한 애착이다. 혼란형은 부모가 돌아왔을 때 일관된 반응 패턴이 없는 애착 유형이다.
아동의 타고난 유대 형성 경향을 막는 것이 가능하다. 일부 영아는 고립되거나 심한 방치나 학대를 당하며, 또는 정기적인 돌봄 제공자의 자극과 보살핌 없이 양육된다. 이러한 박탈은 분리, 분노, 절망, 뇌 성장에서의 일시적인 지연과 같은 단기적인 결과를 초래할 수 있다. 공격성 증가, 매달리는 행동, 소외, 심신 질환, 성인 우울증 위험 증가 등이 장기적인 결과에 포함된다.\
심리학적 개념인 애착 이론에 따르면, 특히 영아기에 주 양육자와의 초기 관계는 이후 삶에서 건강한 사회적, 정서적 유대감을 형성하는 능력에 큰 영향을 미친다. 이는 인간이 생존하고 건강하기 위해 양육자와 강한 유대감을 형성하려는 내재된 필요를 가지고 있음을 시사한다. 아동기 애착 유형은 낭만적인 관계를 포함한 성인 사회 상황에서 사람들이 행동하는 방식에 영향을 미칠 수 있다.

### 본성 대 양육
발달심리학의 중요한 관심사 중 하나는 발달에 대한 타고남과 환경적 영향 간의 관계이다. 이를 종종 "본성 대 양육" 또는 본성론 대 경험론이라고 부른다. 발달의 본성론적 설명은 해당 과정이 타고난 것이며, 즉 유기체의 유전자에 의해 결정된다고 주장한다. 한 사람을 그 사람으로 만드는 것은 무엇인가? 환경인가 유전인가? 이것이 바로 본성 대 양육의 논쟁이다.
경험론적 관점에 따르면, 이러한 과정은 환경과의 상호작용을 통해 학습된다. 오늘날 발달 심리학자들은 발달의 대부분 측면에 대해 그러한 극단적인 입장을 거의 취하지 않는다. 오히려 그들은 타고난 영향과 환경적 영향 간의 관계 등 많은 것을 연구한다. 최근 몇 년 동안 이러한 관계가 탐구된 방식 중 하나는 진화 발달 심리학이라는 새로운 분야를 통해서이다.
타고남에 대한 논쟁은 언어습득 연구 분야에서 잘 나타났다. 이 분야의 주요 질문은 인간 언어의 특정 속성이 유전적으로 지정되는지 아니면 학습을 통해 습득될 수 있는지이다. 언어 습득 문제에 대한 경험주의적 입장은 언어 입력이 언어 구조를 학습하는 데 필요한 정보를 제공하며, 영아는 통계적 학습 과정을 통해 언어를 습득한다고 제안한다. 이러한 관점에서 언어는 지각 학습과 같이 발달의 다른 측면에도 적용되는 일반적인 학습 방법을 통해 습득될 수 있다.
본성론적 입장은 언어 입력이 영유아가 언어 구조를 습득하기에는 너무 빈약하다고 주장한다. 언어학자 노엄 촘스키는 언어 입력에 충분한 정보가 부족하다는 증거로, 모든 인간 언어에 적용되는 보편문법이 미리 지정되어 있다고 주장한다. 이는 종종 언어 습득 장치라고 불리는 언어 학습에 적합한 특별한 인지 모듈이 있다는 생각으로 이어졌다. 촘스키의 행동주의적 언어 습득 모델에 대한 비판은 행동주의 이론의 전반적인 명성 하락에 중요한 전환점으로 여겨진다. 그러나 스키너의 "언어 행동" 개념은 여전히 살아 있는데, 이는 아마도 성공적인 실제 적용을 낳았기 때문일 것이다.
아마도 "본성과 양육의 강한 상호작용"이 있을 수 있다. 많은 연구자들은 이제 발달이 유전적 소인과 환경적 영향 간의 지속적이고 역동적인 상호작용의 결과임을 강조한다. 본성과 양육은 독립적으로 작용하기보다는 얽혀 있는 힘으로 간주되며, 유전적 요인은 환경적 입력에 대한 민감도를 형성할 수 있고, 환경 조건은 유전자가 발달 전반에 걸쳐 어떻게 발현되는지에 영향을 미칠 수 있다.

### 연속성 대 불연속성
발달심리학의 주요 논의 중 하나는 발달이 불연속적인지 연속적인지 여부이다.
연속적 발달은 정량적이고 측정 가능하며, 불연속적 발달은 질적이다. 발달의 정량적 추정은 아동의 키를 측정하고, 기억력이나 주의 지속 시간을 측정하는 것일 수 있다. "특히 극적인 질적 변화의 예는 애벌레가 나비로 변태하는 것과 같은 변태이다."
발달의 연속적인 관점을 지지하는 심리학자들은 발달이 수명 동안 느리고 점진적인 변화를 포함하며, 발달의 이전 단계에서의 행동이 다른 단계에 필요한 기술과 능력의 기초를 제공한다고 제안한다. "많은 사람들에게 연속적이고 정량적인 측정 개념은 과학의 본질인 것처럼 보인다."
그러나 모든 심리학자가 발달이 연속적인 과정이라는 데 동의하는 것은 아니다. 일부는 발달을 불연속적인 과정으로 본다. 그들은 발달이 각 조직에서 발생하는 다른 종류의 행동을 가진 뚜렷하고 분리된 단계를 포함한다고 믿는다. 이는 특정 감정이나 사고 방식과 같은 각 단계의 특정 능력 발달에 명확한 시작점과 끝점이 있음을 시사한다. 그럼에도 불구하고, 능력이 갑자기 나타나거나 사라지는 정확한 순간은 없다. 비록 어떤 종류의 사고, 감정 또는 행동이 갑자기 나타나는 것처럼 보일 수 있지만, 이것은 얼마 동안 점진적으로 발달해 왔을 가능성이 더 높다.
발달의 단계 이론은 발달이 행동의 주관적 차이에 의해 특징지어지는 특정 단계를 포함하는 불연속적인 과정이라는 가정에 기반한다. 그들은 또한 단계의 구조가 각 개인에 따라 가변적이지 않으며, 각 배열의 시간은 개별적으로 다를 수 있다고 가정한다. 단계 이론은 발달이 점진적인 과정이라고 주장하는 연속 이론과 구별될 수 있다.

### 안정성 대 변화
이 문제는 개인이 자신의 초기 경험의 나이든 모습이 되는 정도 또는 발달의 초기 시점과 다른 존재로 발달하는 정도를 다룬다. 특히 초기 경험(특히 유아기) 또는 이후의 경험이 개인 발달의 주요 결정 요인인 정도를 고려한다. 안정성은 특정 속성에 대한 개인차의 일관된 순서로 정의된다. 변화는 누군가/무언가를 바꾸는 것이다.
대부분의 인간 발달  평생 발달 연구자들은 극단적인 입장이 현명하지 않다는 것을 인식한다. 따라서 어떤 단계에서든 발달을 포괄적으로 이해하는 열쇠는 여러 요인의 상호작용이며 단일 요인이 아니다.

### 마음 이론
마음 이론은 우리 자신과 타인의 정신 상태를 귀인하는 능력이다. 이것은 복잡하지만 중요한 과정으로, 아동은 자신뿐만 아니라 타인의 감정, 동기, 느낌을 이해하기 시작한다. 마음 이론은 개인이 타인이 자신과 다른 고유한 신념과 욕구를 가지고 있음을 이해하도록 한다. 이 능력은 타인의 정신 상태를 인식하고 해석함으로써 성공적인 사회적 상호작용을 가능하게 한다. 만약 아동이 이 중요한 5년 기간 내에 마음 이론을 완전히 발달시키지 못하면, 청소년기와 성인기까지 이어지는 의사소통 장벽으로 고통받을 수 있다. 더 많은 사람들과의 접촉 및 사회-인지적 성장을 장려하는 자극의 가용성은 가족에게 크게 의존하는 요소이다.

## 수학적 모델
발달심리학은 시간 경과에 따른 심리적 변화의 특성을 기술하는 것뿐만 아니라 이러한 변화의 기저에 있는 원리와 내부 작동 방식을 설명하는 데에도 관심을 가진다. 심리학자들은 모델을 사용하여 이러한 요소를 더 잘 이해하려고 노력했다. 모델은 단순히 과정이 발생하는 수단을 설명해야 한다. 이는 때때로 발달 과정에서 행동의 변화에 상응할 수 있는 뇌의 변화와 관련하여 이루어진다.
수학적 모델링은 발달 심리학에서 이론을 정확하고 연구하기 쉬운 방식으로 구현하여 다양한 현상을 생성, 설명, 통합 및 예측할 수 있도록 하는 데 유용하다. 여러 모델링 기술이 발달에 적용된다: 상징, 연결주의(신경망), 또는 동적 시스템 모델.
동적 시스템 모델은 복잡한 시스템의 많은 다른 기능들이 어떻게 상호작용하여 새로운 행동과 능력을 생성할 수 있는지를 보여준다. 비선형 동역학은 특히 생활 전환, 인간 발달, 시간 경과에 따른 행동 또는 정서적 변화와 같이 시간성을 고려해야 하는 문제를 다루기 위해 인간 시스템에 적용되어 왔다. 비선형 동적 시스템은 현재 정동, 제2언어 습득, 및 운동과 같은 인간 발달의 이산적인 현상을 설명하는 방법으로 탐구되고 있다.

## 연구 분야

### 신경 발달
발달심리학의 중요한 측면 중 하나는 신경 발달에 대한 연구이다. 이는 뇌가 삶의 다양한 단계에서 어떻게 변화하고 발달하는지를 조사한다. 신경 발달은 뇌가 삶의 다양한 단계에서 어떻게 변화하고 발달하는지에 초점을 맞춘다. 연구에 따르면 인간의 뇌는 태아기 및 초기 출생 후 기간 동안 급격한 변화를 겪는다. 이러한 변화에는 뉴런 형성, 신경망 발달, 시냅스 연결 확립이 포함된다. 발달 중인 뇌에서 뉴런의 형성과 기본 신경 회로의 확립은 뇌 구조와 기능의 기초를 놓는 데 중요하며, 이 기간 동안의 방해는 인지 및 정서 발달에 장기적인 영향을 미칠 수 있다.
경험과 환경 요인은 신경 발달을 형성하는 데 중요한 역할을 한다. 언어 노출 및 시각 자극과 같은 초기 감각 경험은 지각 및 언어 처리에 관련된 신경 경로 발달에 영향을 미칠 수 있다.
유전적 요인은 신경 발달에 큰 영향을 미친다. 유전적 요인은 신경 발달의 시기와 패턴뿐만 아니라 자폐 스펙트럼 장애 및 주의력 결핍 과잉 행동 장애와 같은 특정 발달 장애에 대한 감수성에 영향을 미칠 수 있다.
연구에 따르면 청소년 뇌는 신경 연결성과 가소성에서 상당한 변화를 겪는다. 이 기간 동안 특정 신경 연결은 강화되고 다른 연결은 제거되는 가지치기 과정이 일어나며, 이는 더 효율적인 신경망과 의사 결정 및 충동 제어와 같은 인지 능력 증가로 이어진다.
신경 발달 연구는 발달 중인 뇌를 형성하는 유전학, 환경, 경험 간의 복잡한 상호작용에 대한 중요한 통찰력을 제공한다. 발달 변화의 기저에 있는 신경 과정을 이해함으로써 연구자들은 인간의 인지, 정서 및 사회 발달을 더 잘 이해할 수 있다.

### 인지 발달
인지 발달은 주로 영유아 및 아동이 문제 해결, 기억, 언어와 같은 내부 정신 능력을 어떻게 습득, 발달 및 사용하는지에 관심이 있다. 인지 발달의 주요 주제는 언어 습득과 지각 및 운동 기술 발달 연구이다. 피아제는 인지 능력 발달을 연구한 영향력 있는 초기 심리학자 중 한 명이었다. 그의 이론은 발달이 영유아기부터 성인기까지 일련의 단계를 거쳐 진행되며, 종착점 또는 목표가 있다는 것을 시사한다.
레프 비고츠키와 같은 다른 설명들은 발달이 단계를 거쳐 진행되는 것이 아니라, 출생부터 죽음까지 이어지는 발달 과정이 그러한 구조와 종착점에는 너무 복잡하다고 제안했다. 오히려 이러한 관점에서 발달 과정은 더 연속적으로 진행된다. 따라서 발달은 산물로 다루기보다는 분석되어야 한다.
K. 워너 샤이는 인지 발달 연구를 성인기까지 확장했다. 샤이는 청소년기부터 안정적인 것이 아니라, 성인이 인지 능력을 적용하는 데 진보한다고 본다.
현대 인지 발달은 인지심리학과 개인차심리학의 고려 사항을 발달의 해석 및 모델링에 통합했다. 특히 신피아제 인지 발달 이론은 인지 발달의 연속적인 수준 또는 단계가 처리 효율성과 작업 기억 용량 증가와 관련이 있음을 보여주었다. 이러한 증가는 단계 간의 차이, 더 높은 단계로의 진행, 그리고 같은 연령 및 같은 학년 아동의 개인차를 설명한다. 그러나 다른 이론들은 피아제적 단계 이론에서 벗어나, 발달이 타고난 진화적으로 특정되고 내용-특정적인 정보 처리 메커니즘에 의해 안내된다고 가정하는 영역 특이적 정보 처리 설명을 따르고 있다.

### 사회 정서 발달
사회 발달에 관심이 있는 발달 심리학자들은 개인이 사회적 및 정서적 역량을 어떻게 발달시키는지 연구한다. 예를 들어, 그들은 아동이 어떻게 우정을 형성하고, 감정을 이해하고 다루며, 정체성이 어떻게 발달하는지 연구한다. 이 분야의 연구는 인지 또는 인지 발달과 사회적 행동 간의 관계 연구를 포함할 수 있다.
정서 조절 또는 ER은 다양한 맥락에서 정서적 반응을 조절하는 개인의 능력을 의미한다. 어린 아동의 경우, 이러한 조절은 부분적으로 부모와 다른 권위 있는 인물에 의해 외부적으로 통제된다. 아동이 발달함에 따라 그들은 내부 상태에 대한 책임감을 점점 더 많이 갖게 된다. 연구에 따르면 ER의 발달은 아동이 부모 및 양육자에게서 관찰하는 정서 조절, 가정의 정서적 분위기, 그리고 아동의 감정에 대한 부모 및 양육자의 반응에 영향을 받는다.
음악 또한 자기 표현을 통해 아동의 감각을 자극하고 향상시키는 데 영향을 미친다.
아동의 사회적 및 정서적 발달은 운동 협응 문제로 인해 방해받을 수 있으며, 이는 환경 스트레스 가설에 의해 입증된다. 환경 가설은 협응 문제와 발달성협응장애를 가진 아동이 이차 스트레스 요인으로 작용하는 여러 심리사회적 결과에 노출되어 우울증과 불안과 같은 내재화 증상이 증가한다고 설명한다. 운동 협응 문제는 미세 및 대근육 운동뿐만 아니라 지각-운동 기술에도 영향을 미친다. 일반적으로 확인되는 이차 스트레스 요인에는 운동 기술이 부족한 아동이 다른 아동과 함께 조직적인 놀이에 참여할 가능성이 적고 사회적으로 고립되었다고 느낄 가능성이 더 높다는 경향이 포함된다.
사회 정서 발달은 자기 인식, 자기 관리, 사회 인식, 관계 기술, 책임감 있는 의사 결정의 다섯 가지 주요 영역에 중점을 둔다.

### 신체 발달
신체 발달은 개인이 성인 체격에 도달할 때까지 신체가 신체적으로 성숙하는 것을 말한다. 신체 성장은 매우 규칙적인 과정이지만, 모든 아동은 성장 급등의 시기에서 엄청난 차이를 보인다. 이러한 타이밍의 차이가 정보 처리 속도와 같은 발달 심리학의 다른 변수와 어떻게 영향을 미치고 관련되는지 분석하는 연구가 진행 중이다. 오늘날에는 신장, 체중, 머리 둘레, 팔 너비와 같은 신체 부위의 간단한 측정과 비교하여 X-레이를 사용한 전통적인 신체 성숙 측정은 덜 사용된다.
신체 발달 심리학에 대한 몇 가지 다른 연구 및 실습은 성숙한 5세에서 11세 아동의 음운 능력, 그리고 왼손잡이가 오른손잡이보다 성숙이 지연된다는 논란의 여지가 있는 가설이다. 1996년 이튼(Eaton), 치퍼필드(Chipperfield), 리처트(Ritchot), 코스튜크(Kostiuk)의 연구에서는 세 가지 다른 샘플에서 오른손잡이와 왼손잡이 사이에 차이가 없음을 발견했다.

### 기억 발달
기억 발달에 관심 있는 연구자들은 우리의 기억이 어린 시절부터 어떻게 발달하는지 살펴본다. 발레리 레이나와 찰스 브레이너드가 원래 제안한 인지 이론인 퍼지-트레이스 이론에 따르면, 사람들은 두 가지 별개의 기억 과정, 즉 단어적 기억과 핵심적 기억을 가지고 있다. 이 두 가지 흔적은 다른 시기와 다른 속도로 발달하기 시작한다. 네 살만큼 어린 아동도 표면 정보에 대한 기억인 단어적 기억을 가지고 있으며, 이는 초기 성인기까지 증가하다가 그 시점에서 감소하기 시작한다. 반면에 의미 정보에 대한 기억인 핵심적 기억에 대한 우리의 능력은 초기 성인기까지 증가하다가 그 시점에서 노년기까지 일관되게 유지된다. 더욱이 나이가 들수록 핵심적 기억 흔적에 대한 의존도가 증가한다. 신경과학 연구는 기억 발달의 생물학적 메커니즘을 이해하는 데 기여했다. 4세에서 12세 아동을 대상으로 한 확산 MRI 연구에서는 백질 신경로, 특히 뇌의 고리 모양 섬유와 등쪽 띠다발의 성숙도가 높을수록 일화 기억 회상이 더 강하게 나타났다. 이러한 결과는 백질 경로의 구조적 발달이 아동기 기억 기능에 중요한 역할을 한다는 것을 시사한다.

## 연구 방법 및 설계

### 주요 연구 방법
발달심리학은 다른 심리학 분야에서 사용되는 많은 연구 방법을 활용한다. 그러나 영유아는 성인과 같은 방식으로 테스트할 수 없으므로, 그들의 발달을 연구하기 위해 종종 다른 방법이 사용된다.
발달 심리학자들은 시간이 지남에 따라 개인의 변화를 연구하는 여러 가지 방법을 가지고 있다. 일반적인 연구 방법에는 자연주의적 관찰 또는 구조화된 관찰을 포함한 체계적인 관찰; 임상 면접 또는 구조화된 면접일 수 있는 자기 보고; 임상 또는 사례 연구 방법; 그리고 민족지 또는 참여자 관찰이 포함된다. 이러한 방법들은 연구자가 연구 조건에 가하는 통제 정도와 연구할 변수에 대한 아이디어를 구성하는 방식에서 차이가 있다. 모든 발달 연구는 그 기저 전략이 실험적, 상관적, 또는 사례 연구 접근 방식을 포함하는지에 따라 특징지어질 수 있다. 실험 방법은 "참가자 또는 피험자가 노출되는 다양한 처리, 상황 또는 사건의 실제 조작"을 포함하며, 실험 설계는 인과 관계를 가리킨다. 이 방법은 하나 이상의 독립변인의 조작과 그에 따른 종속변인으로 측정된 행동 사이의 인과 관계에 대한 강력한 추론을 가능하게 한다. 이 연구 방법을 사용하는 이점은 변수 간의 인과 관계를 결정할 수 있다는 것이다. 반면에 한계는 인위적인 환경에서 얻은 데이터가 일반화 가능성이 부족할 수 있다는 것이다. 상관 관계 방법은 연구자 개입 없이 이러한 변수에 대한 정보를 수집하여 두 개 이상의 사건 간의 관계를 탐색한다. 상관 관계 설계를 사용하는 이점은 자연 환경에서 변수 간의 관계의 강도와 방향을 추정한다는 것이다. 그러나 한계는 변수 간의 인과 관계를 결정할 수 없다는 것이다. 사례 연구 접근 방식은 면접, 구조화된 설문지, 관찰 및 시험 점수를 기반으로 데이터를 수집하여 개별 참가자에 대한 심층적인 이해를 얻을 수 있도록 한다. 이러한 각 방법은 강점과 약점을 가지고 있지만, 적절한 경우 실험 방법은 발달 과학자들이 선호하는 방법이다. 왜냐하면 통제된 상황과 인과 관계에 대한 결론을 도출할 수 있기 때문이다.

### 연구 설계
대부분의 발달 연구는 실험적, 상관적 또는 사례 연구 방법을 사용하든 관계없이 연구 설계를 사용하여 구성될 수도 있다. 연구 설계는 연구 내에서 주요 비교를 수행하는 데 사용되는 논리적 프레임워크이다.
- 단면연구
- 종단적 연구
- 순차적 설계
- 미세유전 설계

종단적 연구에서는 연구자가 거의 같은 시기에 태어난 많은 개인(코호트)을 관찰하고, 코호트 구성원들이 나이가 들면서 새로운 관찰을 수행한다. 이 방법은 어떤 유형의 발달이 보편적(또는 규범적)이고 대부분의 코호트 구성원에게 발생하는지에 대한 결론을 도출하는 데 사용될 수 있다. 예를 들어, 초기 문해력 발달에 대한 종단적 연구는 30가족 각각의 아동 한 명의 초기 문해력 경험을 자세히 조사했다.
연구자들은 또한 발달이 개인마다 어떻게 다른지 관찰하고, 데이터의 변이 원인에 대해 가설을 세울 수도 있다. 종단적 연구는 종종 많은 시간과 자금을 필요로 하므로 일부 상황에서는 실현 가능하지 않다. 또한, 코호트 구성원들이 모두 그들의 세대에 고유한 역사적 사건을 경험하기 때문에, 겉으로는 규범적인 발달 경향이 실제로는 그들의 코호트에만 보편적일 수 있다.
단면연구에서는 연구자가 서로 다른 연령의 개인 간의 차이를 동시에 관찰한다. 이는 일반적으로 종단적 방법보다 적은 자원을 필요로 하며, 개인이 다른 코호트에서 오기 때문에 공유된 역사적 사건은 혼란 요인이 크게 되지 않는다. 그러나 같은 맥락에서 단면 연구는 참가자 간의 차이를 연구하는 가장 효과적인 방법이 아닐 수 있다. 이러한 차이는 그들의 다른 연령 때문이 아니라 다른 역사적 사건에 노출되었기 때문일 수 있기 때문이다.
세 번째 연구 설계인 순차적 설계는 두 가지 방법론을 모두 결합한다. 여기서는 연구자가 동시에 다른 출생 코호트의 구성원들을 관찰하고, 그런 다음 모든 참가자들을 시간에 따라 추적하여 집단의 변화를 기록한다. 훨씬 더 많은 자원을 필요로 하지만, 이 형식은 개인 또는 역사적 환경에 기인하는 변화와 진정으로 보편적인 변화를 더 명확하게 구별하는 데 도움이 된다.
모든 방법에는 몇 가지 약점이 있기 때문에, 발달 심리학자들은 가능한 한 많은 수렴하는 출처에서 일관된 증거를 찾아 결론에 도달하기 위해 하나의 연구나 심지어 하나의 방법에만 의존하는 경우는 거의 없다.

## 심리 발달의 생애 단계

### 태아 발달
태아 발달은 초기 심리 발달의 맥락을 연구하는 심리학자들에게 흥미로운 분야이다. 전체 태아 발달은 세 가지 주요 단계를 포함한다: 발생 단계, 배아 단계, 태아 단계. 발생 단계는 수정부터 2주까지 시작된다; 배아 단계는 2주부터 8주까지의 발달을 의미한다; 태아 단계는 9주부터 아기의 출생까지를 나타낸다. 감각은 자궁 자체에서 발달한다: 태아는 임신 2기(13~24주)까지 보고 들을 수 있다. 촉각은 배아기(5~8주)에 발달한다. 뇌의 수십억 개의 뉴런 대부분도 임신 2기까지 발달한다. 따라서 아기는 주로 어머니의 환경과 관련된 일부 냄새, 맛, 소리 선호를 가지고 태어난다.
일부 원시반사도 태어나기 전에 나타나 신생아에게 여전히 존재한다. 한 가설은 이러한 반사가 흔적 기관이며 초기 인간 삶에서 사용이 제한적이라는 것이다. 피아제의 인지 발달론은 일부 초기 반사가 영아의 감각 운동 발달을 위한 구성 요소라고 제안했다. 예를 들어, 긴장성 목 반사는 영아의 시야에 물체를 가져옴으로써 발달에 도움이 될 수 있다.
다른 반사들, 예를 들어 걷기 반사,는 영아기 후반에 더 정교한 자율적 통제로 대체되는 것으로 보인다. 이는 영아가 출생 후 너무 많은 체중이 늘어 반사를 사용할 만큼 강하지 않기 때문이거나, 반사와 그 후의 발달이 기능적으로 다르기 때문일 수 있다. 또한 일부 반사(예: 모로 및 걷기 반사)는 주로 자궁 내 생활에 대한 적응이며 초기 영아 발달과는 거의 관련이 없다고 제안되기도 했다. 원시 반사는 치매나 외상성 병변과 같은 신경학적 조건과 같은 특정 조건에서 성인에게 다시 나타난다.
초음파는 영아가 자궁에서 다양한 움직임을 할 수 있으며, 그 중 많은 것이 단순한 반사 이상으로 보인다는 것을 보여주었다. 태어날 때쯤이면 영아는 어머니의 목소리를 인식하고 선호할 수 있어 출생 전 청각 지각 발달을 시사한다. 출생 전 발달 및 출산 합병증은 또한 조현병과 같은 신경 발달 장애와 관련될 수 있다. 인지신경과학의 출현과 함께, 발생학 및 출생 전 발달의 신경과학은 발달 심리학 연구에 점점 더 큰 관심을 받고 있다.
여러 환경 요인인 기형 유발 물질은 태아기에 손상을 유발할 수 있다. 여기에는 처방약 및 비처방약, 불법 약물, 담배, 알코올, 환경 오염 물질, 풍진 바이러스 및 톡소플라스마증 기생충과 같은 감염성 질병 유발 물질, 산모의 영양실조, 산모의 정서적 스트레스, 산모와 아기 간의 Rh 인자 혈액 부적합 등이 포함된다. 앞서 언급한 물질의 영향을 입증하는 많은 통계가 있다. 이에 대한 대표적인 예는 1980년대 후반 미국에서 매년 최소 10만 명의 "코카인 아기"가 태어났다는 것이다. "코카인 아기"는 영유아기부터 아동기 내내 지속되는 매우 심각하고 지속적인 어려움을 겪는 것으로 입증되었다. 이 약물은 또한 영향을 받은 아동의 행동 문제와 다양한 주요 장기의 결함을 유발한다.

### 영아기
출생부터 1년까지의 아동을 영아라고 한다. 아동은 성장하면서 환경에 독특한 방식으로 반응한다. 발달 심리학자들은 영아 심리와 외부 세계가 영아 심리에 미치는 영향에 대해 매우 다양한 평가를 내린다.
갓 태어난 영아는 대부분의 시간을 수면으로 보낸다. 처음에는 수면 주기가 낮과 밤에 고르게 퍼져 있지만, 몇 달 후에는 영아가 일반적으로 주행성이 된다. 인간 또는 설치류 영아에서는 항상 주간 코르티솔 리듬이 관찰되며, 이는 때때로 모체 물질에 동기화된다. 그럼에도 불구하고, 서카디안 리듬은 형태를 갖추기 시작하며, 출생 후 단 몇 개월 만에 24시간 리듬이 관찰된다.
영아는 여섯 가지 상태를 쌍으로 나눌 수 있다:
- 조용한 수면과 활동적인 수면(꿈, REM 수면이 발생하는 때). 일반적으로 영아들이 꿈을 꾸는 다양한 이유가 있다. 일부는 뇌에서 정상적으로 발생하는 단순한 정신 요법이라고 주장한다. 꿈은 낮 동안 얻은 정보를 처리하고 통합하는 형태이다. 프로이트는 꿈이 무의식적 욕구를 나타내는 방법이라고 주장한다.[106]
- 조용한 각성, 활동적인 각성
- 보챔과 울음. 일반적으로 영아는 우는 이유가 다양하다. 대부분 영아는 신체적 불편함, 배고픔 또는 보호자로부터 관심이나 자극을 받기 위해 운다.[107]

#### 영아 지각
영아 지각은 신생아가 보고, 듣고, 냄새 맡고, 맛보고, 만질 수 있는 것을 말한다. 이 다섯 가지 특징은 "오감"으로 간주된다. 이러한 다른 감각들 때문에 영아는 자극에 다르게 반응한다.
- 시각은 영아의 경우 더 나이가 많은 아동보다 훨씬 나쁘다. 영아의 시력은 초기 단계에서는 흐릿한 경향이 있지만 시간이 지남에 따라 개선된다. 성인에게서 보이는 것과 유사한 색상 지각은 습관화 방법을 사용하여 4개월 된 영아에게서도 입증되었다.[98] 영아는 약 6개월에 성인과 같은 시력을 얻는다.[109]
- 청각은 태어나기 전에 잘 발달되어 있다. 신생아는 순음보다 복합음을, 다른 소리보다 사람의 말을, 다른 목소리보다 어머니의 목소리를, 그리고 다른 언어보다 모국어를 선호한다. 과학자들은 이러한 특징들이 아마도 자궁에서 학습된다고 믿는다.[110] 영아는 소리가 오는 방향을 감지하는 데 상당히 능숙하며, 18개월이 되면 청력은 성인과 거의 동등해진다.
- 후각과 미각은 존재하며, 영아는 쾌적한 냄새(꿀, 우유 등)나 불쾌한 냄새(썩은 달걀) 및 맛(예: 신맛)이 주어졌을 때 혐오 또는 쾌락의 다른 표현을 보인다. 신생아는 양수의 냄새와 맛으로부터 자궁에서 습득한 냄새와 맛 선호를 가지고 태어나며, 이는 다시 어머니가 먹는 것에 영향을 받는다. 젖먹이와 젖병 수유 아기 모두 생후 약 3일경에 분유보다 인간 우유 냄새를 선호하며, 이는 타고난 선호를 나타낸다.[111] 더 나이가 많은 영아는 또한 다른 사람보다 어머니의 냄새를 선호한다.[98]
- 촉각은 자궁에서 가장 먼저 발달하는 감각 중 하나이므로 출생 시 가장 잘 발달된 감각 중 하나이다.[112] 이는 위에서 설명한 원시반사와 체성 감각 피질의 비교적 진보된 발달로 입증된다.[113]
- 통증: 영아는 더 나이 많은 아동과 비슷하거나 더 강하게 통증을 느끼지만, 영아의 통증 완화는 연구 분야로서 그렇게 많은 관심을 받지 못했다.[114] 포도당은 신생아의 통증을 완화하는 것으로 알려져 있다.[115]

#### 언어
아기는 사실상 모든 인간 언어의 모든 소리를 구별하는 능력을 가지고 태어난다. 약 6개월 된 영아는 자신의 언어의 음소를 구별할 수 있지만, 다른 언어의 유사한 음소는 구별하지 못한다. 특히 영아는 다양한 지속 시간과 음량을 구별하는 데 능숙하며, 접한 모든 언어를 쉽게 구별할 수 있으므로 성인에 비해 특정 언어를 이해하는 것이 쉽다.
이 단계에서 영아들은 또한 옹알이를 시작하며, 이는 언어의 진정한 의미를 이해하고 주변에서 듣는 것을 모방하여 자신만의 음소를 만들어내기 위해 모음과 자음 소리를 내기 시작하는 것을 의미한다.
다양한 문화권에서 신생아 및 어린 아이들과 소통할 때 "베이비토크"라고 불리는 독특한 형태의 언어가 사용된다. 이 언어는 가족 구성원, 음식, 위생, 친숙한 동물과 같은 일반적인 주제에 대한 단순화된 용어로 구성된다. 또한 특히 영어와 같은 언어에서는 치조음을 초기 연구개음으로 대체하는 것과 같은 특정 음운 패턴을 보인다. 더욱이 베이비토크는 종종 동사 활용을 규칙화하는 것(예를 들어 "cornered" 대신 "corned", "went" 대신 "goed"라고 말하는 것)과 같은 형태학적 단순화를 포함한다. 이 언어는 일반적으로 아이들에게 가르쳐지며, 그들의 자연스러운 의사소통 방식으로 인식된다. 흥미롭게도 신화와 대중문화에서 "하우사족 사기꾼"이나 워너 브라더스 만화 캐릭터 "트위티 파이"와 같은 특정 인물은 베이비토크와 유사한 방식으로 말하는 것으로 묘사된다.

### 영아 인지: 피아제 시대
피아제는 영아의 세계 인식과 이해가 운동 발달에 달려 있다고 제안했으며, 이는 영아가 물체의 시각적, 촉각적, 운동적 표현을 연결하는 데 필요했다. 대상 영속성 개념은 물체가 직접 지각되거나 보이지 않을 때도 존재한다는 지식을 의미한다. 즉, 어떤 것이 보이지 않더라도 여전히 그곳에 있다는 것이다. 이는 영아에게 중요한 발달 이정표이며, 숨겨져 있다고 해서 반드시 영원히 사라지는 것은 아니라는 것을 배운다. 아동이 대상 영속성을 보일 때, 숨겨진 장난감을 찾으려 하는데, 이는 물건이 담요로 덮여 있더라도 여전히 그곳에 있다는 것을 알고 있음을 보여준다. 대부분의 아기들은 8개월경에 대상 영속성 증상을 보이기 시작한다. 이 이론에 따르면, 영아는 물체를 만지고 다루는 것을 통해 대상 영속성을 발달시킨다.
피아제의 감각 운동 단계는 여섯 가지 하위 단계를 포함한다(감각 운동 단계 참조). 초기 단계에서 발달은 원시반사로 인한 움직임에서 비롯된다. 새로운 행동의 발견은 고전적 및 조작적 조건화와 습관 형성을 통해 이루어진다. 8개월부터 영아는 숨겨진 물체를 발견할 수 있지만, 물체가 움직여도 계속해서 찾는다.
피아제는 영아가 18개월 이전에는 대상 영속성이 부족하다고 결론 내렸는데, 이 나이 이전의 영아는 물체가 마지막으로 보였던 곳에서 물체를 찾지 못했기 때문이었다. 대신 영아는 물체가 처음 보였던 곳에서 계속 물체를 찾아 "A-not-B 오류"를 저질렀다. 일부 연구자들은 8-9개월 이전의 영아의 대상 영속성 이해 능력 부족이 사람에게까지 확장되어, 이 나이의 영아가 어머니가 사라졌을 때 울지 않는 이유("보이지 않으면 마음에서도 멀어진다")를 설명한다고 제안했다.

#### 영아 인지의 최근 연구 결과
1980년대와 1990년대에 연구자들은 피아제가 당시 할 수 있었던 것보다 훨씬 더 정밀하고 미묘한 방식으로 영아의 세계 이해도를 평가하는 새로운 방법을 개발했다. 그 이후로 이러한 방법에 기반한 많은 연구들은 어린 영아들이 처음 생각했던 것보다 훨씬 더 많은 것을 세계에 대해 이해하고 있음을 시사한다.
최근의 연구 결과에 따르면, 일부 연구자들(엘리자베스 스펠키와 르네 바야르존 등)은 대상 영속성에 대한 이해가 전혀 학습되지 않고, 오히려 우리 종의 타고난 인지 능력의 일부를 구성한다고 제안했다.
장 피아제의 발달심리학에 따르면, 대상 영속성, 즉 사물이 더 이상 보이지 않을 때에도 존재한다는 인식은 8개월에서 12개월 사이에 점진적으로 나타난다고 여겨졌다. 그러나 엘리자베스 스펠키와 르네 바야르존과 같은 전문가들은 이러한 개념에 의문을 제기했다. 그들은 예측 위반 패러다임과 같은 새로운 실험적 접근 방식을 사용하여 어린 나이의 영아들의 대상 영속성 이해를 연구했다. 이러한 발견은 3개월에서 4개월 된 아기들도 대상 영속성에 대한 타고난 인식을 가질 수 있음을 시사한다. 예를 들어, 바야르존의 "도개교" 실험은 영아들이 대상 영속성 예측과 모순되는 사건들을 보았을 때 놀라움을 보였다는 것을 보여주었다. 이 제안은 영아 인지에 대한 우리의 이해에 중요한 함의를 가지며, 영아들이 경험과 학습을 통해 인지 능력을 발달시키기보다는 핵심적인 인지 능력을 타고날 수 있음을 시사한다.
다른 연구에 따르면 생후 6개월 미만의 어린 영아는 주변 세계의 여러 측면을 이해할 수 있는 능력을 가질 수 있다고 한다.
- 초기 수 개념, 즉 숫자를 나타내고 덧셈과 뺄셈 연산의 결과를 계산하는 능력.[122]
- 환경에 있는 사람들의 목표를 추론하는 능력.[123]
- 간단한 인과적 추론을 할 수 있는 능력.[124]

### 발달의 결정적 시기
유아기 및 아동기에는 특정 지각, 감각 운동, 사회 및 언어 시스템의 발달이 환경 자극에 결정적으로 의존하는 결정적 시기가 있다. 지니와 같은 야생아는 적절한 자극을 받지 못해 중요한 기술을 습득하지 못하고 나중에 아동기에 학습할 수 없었다. 이 경우 지니는 사회적으로 방치되고 학대받은 어린 소녀의 야생아 사례를 대표한다. 그녀는 언어 문제와 관련된 비정상적인 아동 심리를 겪었다. 이는 그녀가 아주 어렸을 때 아무도 돌보지 않고 인간 접촉이 적었기 때문에 발생했다. 결정적 시기 개념은 허블과 비셀 등의 연구에서 신경생리학에서도 잘 확립되어 있다. 영아의 신경생리학은 일반적으로 신경생리학적 세부 사항과 임상적 특징 사이에 존재하는 상관 관계를 제공하며, 영아에게 영향을 미치는 드물고 흔한 신경 질환에 대한 중요한 정보에도 초점을 맞춘다.

#### 발달 지연
발달 지연이 있는 아동과 정상 발달 아동 간의 차이를 살펴보기 위한 연구가 수행되었다. 일반적으로 서로 비교할 때 정신 연령(MA)은 고려되지 않는다. 발달 지연(DD) 아동과 정상 발달(TD) 아동의 행동, 정서 및 기타 정신 장애에는 여전히 차이가 있을 수 있다. MA 아동과 비교했을 때 전반적인 정상 발달 행동에는 더 큰 차이가 있다. DD는 낮은 MA를 유발할 수 있으므로, DD를 TD와 비교하는 것은 정확하지 않을 수 있다. DD를 특히 유사한 MA의 TD 아동과 짝짓는 것이 더 정확할 수 있다. 특정 연령에서 정상으로 간주되는 행동 차이 수준이 있다. 아동의 DD와 MA를 평가할 때, DD 아동이 MA 그룹에 비해 비정상적인 행동을 더 많이 보이는지 고려해야 한다. 발달 지연은 TD 아동보다 다른 장애나 어려움에 기여하는 경향이 있다.

### 유아기
영아는 1세에서 2세 사이에 유아기라고 알려진 발달 단계로 전환한다. 이 단계에서 영아의 유아기로의 전환은 자기 인식, 언어 사용의 성숙 발달, 기억 및 상상력의 존재를 통해 강조된다.
유아기 동안 아기들은 걷고, 말하고, 스스로 결정을 내리는 법을 배우기 시작한다. 이 시기의 중요한 특징은 언어 발달이며, 이때 아동은 음성, 옹알이, 그리고 결국 단어를 사용하여 의사소통하고 감정과 욕구를 표현하는 법을 배운다. 자기 통제도 발달하기 시작한다. 이 시기에 아동은 새로운 것을 시도하고 한계를 시험하며 실수로부터 배우기 위해 주도권을 갖는다. 유아들이 새로운 것을 시도하고 한계를 시험하도록 격려하는 돌봄 제공자는 아동이 자율적이고 자립적이며 자신감 있는 사람이 되도록 돕는다. 만약 돌봄 제공자가 지나치게 보호적이거나 독립적인 행동을 비난하면, 유아는 자신의 능력에 대해 의심하기 시작하고 독립 욕구에 대해 수치심을 느낄 수 있다. 아동의 자율적 발달은 억제되어 미래에 세상을 대처할 준비가 덜 된다. 유아는 또한 성 역할을 스스로 식별하기 시작하며, 남성 또는 여성이 해야 할 일에 대한 자신의 인식을 따라 행동한다.
사회적으로, 유아기는 일반적으로 "끔찍한 두 살"이라고 불린다. 유아들은 종종 새로 얻은 언어 능력을 사용하여 자신의 욕구를 표현하지만, 언어 능력이 이제 막 발달하기 시작했기 때문에 부모에게 오해를 받는 경우가 많다. 이 단계에서 자신의 독립성을 시험하는 것도 이 단계가 악명 높은 이유 중 하나이다. 좌절감으로 인한 짜증도 흔하다.

### 아동기
에릭 에릭슨은 아동기를 네 단계로 나누며, 각 단계마다 고유한 사회적 위기가 있다:
- 1단계: 영아기 (0세에서 1년 반) - 심리사회적 위기는 신뢰 대 불신
- 2단계: 유년기 (2년 반에서 3세) - 심리사회적 위기는 자율성 대 수치심과 의심
- 3단계: 놀이 연령 (3세에서 5세) - 심리사회적 위기는 주도성 대 죄책감. (이 단계는 "미취학 연령", "탐색 연령", "장난감 연령"이라고도 불린다.)
- 4단계: 학령기 (5세에서 12세) - 심리사회적 위기는 근면성 대 열등감

#### 영아기
앞서 언급했듯이, 에릭슨에게 있어 심리사회적 위기는 신뢰 대 불신이다. 욕구는 영아의 신뢰를 얻거나 잃는 기초가 된다. 욕구가 충족되면 보호자와 세계에 대한 신뢰가 형성된다. 욕구가 충족되지 않거나 영아가 방치되면 불안과 두려움과 함께 불신이 형성된다.

#### 유년기
신뢰 다음에 유년기에는 자율성 대 수치심이 따른다. 이 단계에서 아동은 자신의 세계를 탐색하기 시작하고 자신이 좋아하는 것에 대한 선호를 발견한다. 자율성이 허용되면 아동은 독립성과 능력을 성장시킨다. 탐색의 자유가 방해받으면 수치심과 낮은 자존감을 느끼게 된다.

#### 놀이(또는 미취학) 연령 3–5세
아동은 아주 어린 시절에는 "다른 사람들의 보살핌에 전적으로 의존한다". 따라서 그들은 돌봄 제공자와, 나중에는 가족 구성원과 "사회적 관계"를 발전시킨다. 미취학 연령(3~5세) 동안 그들은 "사회적 지평을 넓혀" 가족 밖의 사람들을 포함하게 된다.
전조작적 사고와 이후 조작적 사고가 발달하며, 이는 행동이 가역적이고 자기중심적 사고가 감소한다는 것을 의미한다.
미취학 아동의 운동 능력이 증가하여 스스로 더 많은 일을 할 수 있게 된다. 그들은 더 독립적이 된다. 더 이상 다른 사람의 보살핌에 전적으로 의존하지 않으므로, 이 연령대의 세계는 확장된다. 더 많은 사람들이 그들의 개별적인 성격을 형성하는 데 역할을 한다. 미취학 아동은 그들의 세계를 탐색하고 질문한다. 장 피아제에게 아동은 "능력을 향상시키기 위해 이러한 탐색을 탐색하고 반성하는 작은 과학자"이며, 이는 "매우 독립적인 방식"으로 이루어진다.
놀이는 3-5세 아동의 주요 활동이다. 피아제에게 놀이를 통해 "아동은 더 높은 수준의 인지 발달에 도달한다."
확장된 세계에서 3-5세 아동은 자신만의 길을 찾으려고 노력한다. 이것이 사회적으로 용인되는 방식으로 이루어지면 아동은 주도성을 발달시킨다. 그렇지 않으면 아동은 죄책감을 발달시킨다. "주도성" 대신 "죄책감"을 발달시키는 아동은 3-5세 아동에 대한 에릭슨의 심리사회적 위기를 충족하지 못한 것이다.

#### 중기 및 후기 아동기 6–12세
에릭 에릭슨에게 있어 중기 아동기의 심리사회적 위기는 근면성 대 열등감이며, 성공적으로 충족될 경우 아동에게 유능감을 심어준다.
모든 문화권에서 중기 아동기는 "자신들의 사회에 필요한 기술을 개발하는 시기"이다. 학교는 아동이 "근면하고 가치 있는" 자신을 인식할 수 있는 장을 제공한다. 그들은 "학업 성취와 종종 근면에 대해 평가받는다". 또한 스포츠, 게임, 자원 봉사 활동을 통해 학교 밖에서도 근면성을 발달시킬 수 있다. "학교나 게임에서 성공"한 아동은 "유능감"을 발달시킬 수 있다.
"이 시기의 위험은 부적절함과 열등감이 발달한다는 것이다. 부모와 교사는 아동의 성취를 인정하지 않거나 아동의 노력에 대해 지나치게 비판함으로써 아동의 발달을 "훼손"할 수 있다.
"격려와 칭찬"을 받는 아동은 자신의 능력에 대한 믿음을 발달시킨다. 격려 부족 또는 뛰어나지 못하는 능력은 "부적절함과 열등감"으로 이어진다.
미국 질병통제예방센터(CDC)는 중기 아동기를 6~8세와 9~11세의 두 단계로 나누고, 각 단계에 대한 "발달 이정표"를 제시한다.

#### 중기 아동기 (6–8세)
초등학교에 입학하면서 이 연령대의 아동은 미래와 "세상에서의 자신의 위치"에 대해 생각하기 시작한다. 다른 학생들과 함께 일하고 그들의 우정과 인정을 받는 것이 더 중요해진다. 이는 "부모와 가족으로부터 더 많은 독립"으로 이어진다. 학생으로서 그들은 "경험을 설명하고 생각과 감정에 대해 이야기하는" 정신적 및 언어적 기술을 발달시킨다. 그들은 덜 자기중심적이 되고 "다른 사람에 대한 더 많은 관심"을 보인다.

#### 후기 아동기 (9–12세)
9-11세 아동에게 "우정과 또래 관계"는 강도, 복잡성 및 중요성 면에서 증가한다. 이는 더 큰 "또래 압력"을 초래한다. 그들은 가족에 대한 의존도가 더욱 낮아지고 학업적으로 도전을 받는다. 이 도전에 대처하기 위해 그들은 집중력을 높이고 다른 관점을 이해하는 법을 배운다.

### 청소년기
청소년기는 사춘기가 시작되는 시점부터 노동자, 부모, 그리고/또는 시민과 같은 성인 사회적 역할에 완전히 헌신하는 시기까지의 삶의 기간이다. 이는 개인적 및 사회적 정체성 형성(참조: 에릭 에릭슨)과 도덕적 목적의 발견(참조: 윌리엄 데이먼)으로 알려진 기간이다. 추상적 개념 및 형식적 추론과 관련된 상징의 논리적 사용을 통해 지능이 발휘된다. 이 기간 초기에 자기중심적 사고로의 회귀가 종종 발생한다. 청소년기 또는 성인기에 형식적으로 추론할 수 있는 능력은 35%만이 발달한다. (Huitt, W. and Hummel, J. January 1998)
에릭 에릭슨은 이 단계를 정체성 대 역할 혼란이라고 명명한다. 에릭슨은 청소년기에 정체성 감각을 발달시키는 것의 중요성을 강조한다. 왜냐하면 그것이 개인의 일생 동안 영향을 미치기 때문이다. 정체성은 평생 과정이며 호기심과 적극적인 참여와 관련이 있다. 역할 혼란은 종종 개인의 현재 정체성 상태로 간주된다. 정체성 탐색은 역할 혼란에서 해결로 변화하는 과정이다.
에릭 에릭슨의 정체성 대 역할 불확실성 단계(청소년기에 발생) 동안 사람들은 다양한 사회적 역할과 미래의 삶의 경로를 탐색하면서 응집력 있는 자아 개념을 형성하기 위해 노력한다. 이 시기는 깊은 내성, 자기 성찰, 그리고 자아 이해 추구를 특징으로 한다. 청소년들은 자신의 정체성, 신념, 그리고 미래 목표에 대한 질문에 직면한다. 주요 문제는 사회적 기준, 또래 압력, 그리고 개인적인 선호에 직면하여 강한 정체성 개념을 구축하는 것이다. 청소년들은 정체성 탐색, 헌신, 그리고 통합에 참여하며, 적극적으로 새로운 경험을 찾고, 이상과 열망을 받아들이며, 변화하는 자아 개념을 응집력 있는 정체성으로 통합한다. 이 단계를 성공적으로 탐색하는 것은 성인기의 좋은 심리 발달을 위한 토대를 마련하여, 사람들이 의미 있는 관계를 추구하고, 사회에 긍정적으로 기여하며, 인내와 목적을 가지고 삶의 역경을 헤쳐나갈 수 있도록 한다.
다음과 같이 세 부분으로 나뉜다:
1. 초기 청소년기: 9세에서 13세
2. 중기 청소년기: 13세에서 15세
3. 후기 청소년기: 15세에서 18세

청소년은 무의식적으로 "나는 누구인가? 나는 어떤 사람이 되고 싶은가?"와 같은 질문을 탐색한다. 유아와 마찬가지로 청소년은 탐색하고, 한계를 시험하며, 자율적이 되고, 정체성 또는 자아 개념에 헌신해야 한다. 정체성을 선택하기 위해 다양한 역할, 행동, 이데올로기를 시도해야 한다. 예를 들어 친구들과의 관계를 통해 정체성을 형성하지 못하면 역할 혼란과 직업 선택 불능이 초래될 수 있다.

### 초기 성인기
초기 성인기는 일반적으로 18세부터 39세까지의 기간을 의미하며, 에릭 에릭슨과 같은 이론가에 따르면 발달이 주로 관계 유지에 중점을 두는 단계이다. 에릭슨은 이 단계를 친밀감 대 고립이라고 명명함으로써 관계의 중요성을 보여준다. 친밀감은 낭만적인 관계에서 희생하고 삶과 직업 목표를 위해 노력함으로써 자신보다 더 큰 무언가의 일부가 되는 과정을 시사한다. 다른 예로는 친밀한 유대 형성, 우정 유지, 가족 시작 등이 있다. 일부 이론가들은 친밀감 기술의 발달이 이전 발달 단계의 해결에 달려 있다고 말한다. 이전 단계에서 얻은 정체성 감각 또한 친밀감이 발달하는 데 필요하다. 이 기술을 배우지 못하면 소외, 고립, 헌신에 대한 두려움, 타인에게 의존할 수 없는 무능력이 대안으로 나타난다.
반면에 고립은 대부분의 사람들이 예상하는 것과는 다른 것을 시사한다. 에릭슨은 이를 자유를 유지하기 위한 헌신의 지연으로 정의했다. 그러나 이러한 결정에는 결과가 따른다. 에릭슨은 고립을 선택하는 것이 결혼, 직업 발전, 그리고 전반적인 발달 기회에 영향을 미칠 수 있다고 설명했다.
이 생애 단계의 연구를 위한 관련 틀은 떠오르는 성인기이다. 제프리 아넷과 같은 떠오르는 성인기 학자들은 관계 발달에는 반드시 관심이 없다. 대신, 이 개념은 사람들이 청소년기 이후에 관계 형성 및 삶의 전반적인 불변성으로 특징지어지는 기간이 아니라, 부모와 함께 살고, 자아 발견과 실험의 단계가 있는 기간으로 전환한다고 제안한다.

### 중년기
중년기는 일반적으로 40세에서 64세까지의 기간을 의미한다. 이 시기 동안 중년 성인들은 생산성과 침체 사이의 갈등을 경험한다. 생산성은 사회, 다음 세대, 또는 그들의 직접적인 공동체에 기여한다는 감각이다. 반면에 침체는 목적 의식의 부족을 초래한다. 성인의 정체성은 중년기에도 계속 발달한다. 중년 성인들은 종종 이성의 특성을 채택한다. 성인은 자신이 인생의 절반을 지났다는 것을 깨닫고 종종 직업 및 사회적 역할을 재평가한다. 생활 환경 또한 정체성 재검토를 유발할 수 있다.
신체적으로 중년층은 근력, 반응 시간, 체력, 감각 예민도, 심박출량의 감소를 경험한다. 또한 여성은 평균 48.8세에 폐경기를 겪으며, 에스트로겐 호르몬이 급격히 감소한다. 남성은 폐경기에 해당하는 내분비계 이벤트를 경험한다. 남성의 안드로파우즈는 신체적, 심리적 영향이 폐경 여성과 유사할 수 있는 호르몬 변동이다. 남성이 나이가 들면서 테스토스테론 수치 감소는 기분 변화와 정자 수 감소에 기여할 수 있다. 발기 지연과 성기 자극에 더 오랜 시간이 걸려야 사정에 도달하는 것을 포함하여 성적 반응도 영향을 받을 수 있다.
중년기에 남녀가 겪는 생물학적 및 사회적 변화의 중요한 영향은 전 세계적으로 48.5세에 우울증이 가장 높다는 사실에 반영된다.

### 노년기
세계보건기구는 "사람이 노인이 되는 연령에 대한 일반적인 합의는 없다"고 밝힌다. 대부분의 선진국은 65세 또는 70세로 설정한다. 그러나 개발도상국에서는 연령이 아니라 사회에 "적극적인 기여"를 할 수 없는 능력이 노년의 시작을 의미한다. 에릭슨의 심리사회 발달의 단계에 따르면, 노년기는 개인이 자신의 삶의 질을 평가하는 단계이다.
에릭슨은 이 단계를 통합 대 절망이라고 명명한다. 통합된 사람들은 삶에서 성취감을 느낀다. 그들은 삶의 헌신과 타인과의 연결 덕분에 자기 인식적이고 낙관적인 태도를 갖게 되었다. 삶을 되돌아볼 때, 이 단계의 사람들은 자신의 경험에 대해 만족감을 느낀다. 절망에 빠진 사람은 종종 삶의 실패나 놓친 기회에 대해 실망한다. 그들은 남은 삶의 시간이 상황을 뒤바꾸기에 충분하지 않다고 느낄 수 있다.
신체적으로 노년층은 근력, 반응 시간, 체력, 청력, 거리 지각, 후각의 감소를 경험한다. 또한 면역 체계 약화로 인해 암이나 폐렴과 같은 질병에 더 취약하다. 균형, 근력, 이동성을 목표로 하는 프로그램은 경미하게 (그러나 더 심하게는 아님) 장애를 가진 노인들의 장애를 줄이는 것으로 나타났다.
성적 표현은 개인의 정서적, 신체적 건강에 크게 좌우된다. 많은 노년층은 계속해서 성적으로 활동하며 자신의 성생활에 만족한다.
정신 붕괴 또한 발생하여 치매 또는 알츠하이머병과 같은 질환으로 이어질 수 있다. 남성의 치매 발병 평균 연령은 78.8세이고 여성은 81.9세이다. 일반적으로 결정성 지능은 노년기까지 증가하고, 유동성 지능은 나이가 들면서 감소한다고 믿어진다. 정상적인 지능이 나이가 들면서 증가하는지 감소하는지는 측정 방법과 연구에 따라 다르다. 종단적 연구는 지각 속도, 귀납적 추론, 공간 지향이 감소한다는 것을 보여준다. 성인 인지 발달에 관한 한 기사는 "일부 능력은 초기 노년기까지 안정적으로 유지된다"는 것을 보여주는 단면연구를 보고한다.

## 육아
육아 변수만으로도 아동 결과의 분산 중 20~50%를 설명할 수 있다.
모든 부모는 각자의 양육 방식을 가지고 있다. 킴벌리 코프코(Kimberly Kopko)에 따르면 양육 방식은 "부모 행동의 두 가지 측면, 즉 통제와 따뜻함에 기반한다. 부모의 통제는 부모가 자녀의 행동을 관리하는 정도를 의미한다. 부모의 따뜻함은 부모가 자녀의 행동을 수용하고 반응하는 정도를 의미한다."

### 양육 방식
아동 발달 문헌에 기술된 양육 방식은 다음과 같다:
- 권위 있는 양육은 부모의 따뜻함, 반응성, 요구도는 높지만, 부정성과 갈등은 낮은 것이 특징이다.[169] 이러한 부모는 단호하지만 침범하거나 지나치게 제한하지 않는다.[170] 이 양육 방식은 더 긍정적인 사회적 및 학업적 결과와 관련이 있다. 권위 있는 양육의 유익한 결과는 반드시 보편적인 것은 아니다. 아프리카계 미국인 청소년의 경우, 권위 있는 양육은 성취에 대한 또래의 지지 없이는 학업 성취와 관련이 없다.[169] 권위 있는 부모에게 양육된 아동은 "더 독립적이고, 자립적이며, 사회적으로 수용되고, 학업적으로 성공하며, 잘 행동할 가능성이 높다. 그들은 우울증과 불안을 보고할 가능성이 적고, 비행 및 약물 사용과 같은 반사회적 행동에 참여할 가능성이 적다."[171]
- 권위주의적 양육은 따뜻함과 반응성이 낮고 요구도와 확고한 통제 수준이 높은 것이 특징이다.[169] 이러한 부모는 순종에 초점을 맞추고 자녀를 정기적으로 감독한다.[170] 일반적으로 이 양육 방식은 부적응적 결과와 관련이 있다. 결과는 중산층 소년에게서 소녀보다, 미취학 백인 소녀에게서 미취학 흑인 소녀보다, 백인 소년에게서 히스패닉 소년보다 더 해롭다.[170]
- 허용적 양육은 높은 반응성과 낮은 요구도가 결합된 것이 특징이다.[170] 이러한 부모는 너그럽고 반드시 성숙한 행동을 요구하지는 않는다.[170] 그들은 높은 수준의 자기 조절을 허용하고 일반적으로 대립을 피한다.[170] 권위 있는 방식으로 양육된 아동에 비해, 허용적인 가정에서 양육된 미취학 소녀는 덜 자기 주장적이다.[170] 또한, 양성 모두의 미취학 아동은 권위 있는 양육 방식 아래에서 양육된 아동보다 인지적으로 덜 유능하다.[170] 이 유형의 하위 유형인 탐닉적 양육은 과도한 정서적 및 행동적 관대함의 패턴을 포함한다. 지나치게 탐닉적인 부모에게 양육된 청소년은 자존감이 낮고 우울증 수준이 높은 것으로 나타났는데, 이는 이러한 형태의 허용적 양육이 부정적인 심리적 결과에 기여할 수 있음을 시사한다.[172]
- 거부적 또는 방임적 양육은 요구도와 반응성이 낮은 것이 특징이다. 이러한 부모는 일반적으로 지지적이지 않고, 구조화되지 않았으며, 자녀의 삶에 무관심하다. 낮은 반응도와 요구도가 이 양육 방식의 특징이다.[170] 이 범주의 아동은 일반적으로 모든 범주 중 가장 유능하지 못한 것으로 나타난다.[170]

### 어머니와 아버지 요인
육아 연구는 전통적으로 어머니에게 초점을 맞추었지만, 최근 연구들은 아동 발달에서 아버지의 중요한 역할을 강조한다. 15개월만큼 어린 아동도 아버지와의 상당한 교류로부터 크게 이득을 얻는다. 특히 미국과 뉴질랜드에서 진행된 연구에 따르면 친부의 존재는 소녀의 조기 성관계 및 십대 임신율을 낮추는 가장 중요한 요인이었다. 그러나 어머니나 아버지 모두 성공적인 육아에 필수적인 것은 아니며, 한부모 가구뿐만 아니라 동성애 부부도 긍정적인 아동 결과를 지지할 수 있다. 아동은 긍정적인 정서적 유대감을 형성할 수 있는 최소한 한 명의 일관되고 책임감 있는 성인과 함께해야 한다. 여러 명의 그러한 인물이 있으면 긍정적인 결과가 나올 가능성이 더욱 높아진다. 최근 연구에 따르면 부모가 영아와 상호작용하는 방식이 초기 뇌 발달에 영향을 미칠 수 있다. 놀이 중에 장난감과 아동 사이에서 시선을 옮겨 아기의 주의를 유도하는 부모는 뇌 활동이 더 복잡한 영아를 가지는 경향이 있다. 이러한 주의 유도 행동은 영아가 사회적 신호를 더 효과적으로 처리하는 데 도움이 된다.

### 이혼
아동 발달에 미치는 영향에 관해 자주 논의되는 또 다른 부모 요인은 이혼이다. 이혼 자체는 아동의 부정적인 결과의 결정적인 요인이 아니다. 사실, 이혼 가정의 대다수 아동은 심리적 및 인지적 기능 측정에서 정상 범위에 속한다. 이혼이 아동에게 미치는 영향을 결정하는 데는 여러 중재 요인이 작용한다. 예를 들어, 어린 자녀를 둔 이혼 가정은 나이가 많은 자녀를 둔 가정보다 인구통계학적, 사회적, 경제적 변화 측면에서 더 가혹한 결과를 겪는 경우가 많다. 이혼 후 긍정적인 공동 양육은 아동의 긍정적인 대처와 관련된 패턴의 일부이며, 반면 적대적인 양육 행동은 아동을 위험에 처하게 하는 파괴적인 패턴으로 이어진다. 또한, 부모의 아동과의 직접적인 관계도 이혼 후 아동의 발달에 영향을 미친다. 전반적으로 이혼 후 아동의 긍정적인 발달을 촉진하는 보호 요인은 모성 따뜻함, 긍정적인 아버지-자녀 관계, 그리고 부모 간의 협력이다.

## 문화 간
발달 심리학을 개선하는 한 가지 방법은 문화 간 연구를 활용하는 것이다. 일반적으로 심리학 분야는 "기본적인" 인간 발달이 모든 인구, 특히 대부분의 연구에서 의존하는 서구-교육-산업화-부유-민주주의(W.E.I.R.D.) 피험자에게 나타난다고 가정한다. 이전 연구들은 W.E.I.R.D. 표본으로 수행된 결과를 일반화하는데, 이는 심리학 분야의 많은 사람들이 발달의 특정 측면이 삶의 경험에서 면제되거나 영향을 받지 않는다고 가정하기 때문이다. 그러나 많은 가정은 부정확하거나 경험적 연구로 뒷받침되지 않는 것으로 입증되었다. 예를 들어, 콜버그에 따르면 도덕적 추론은 인지 능력에 달려 있다. 분석적 및 총체적 인지 시스템 모두 모든 성인에게서 발달할 잠재력을 가지고 있지만, 서구는 여전히 분석적 사고의 극단에 있으며, 비서구는 총체적 과정을 사용하는 경향이 있다. 더욱이 서구의 도덕적 추론은 자율성과 개인을 지지하는 측면만 고려하는 반면, 비서구 성인들은 공동체를 지지하고 신성 또는 신성한 이미지를 유지하는 도덕적 행동을 강조한다. 인간 발달의 모든 측면이 보편적인 것은 아니며, 우리는 다른 지역과 피험자를 관찰함으로써 많은 것을 배울 수 있다.

### 인도 인간 발달 모델
발달 단계에 대한 비서구 모델의 한 예는 도덕성과 대인 관계 발전에 중점을 둔 인도 모델이다. 인도 모델의 발달 단계는 주로 사람이 자신의 운명 또는 다르마를 발견하는 과정에서 삶의 단계를 가르치는 힌두교에 기반을 둔다. 이 문화 간 모델은 서구 행동 과학이 혈연, 민족성 또는 종교를 강조하지 않았던 심리 발달에 또 다른 관점을 추가할 수 있다.
인도 심리학자들은 삶의 초기 단계에서 세심한 가족의 중요성을 연구한다. 초기 삶의 단계는 서구와는 다른 양육 방식을 개념화하는데, 이는 아동을 의존성에서 벗어나게 하려고 서두르지 않기 때문이다. 가족은 아동이 특정 연령에 다음 발달 단계로 성장하도록 돕는 역할을 한다. 이러한 방식으로, 아동이 마침내 사회에 통합될 때, 그들은 주변 사람들과 상호 연결되어 나이가 들면 세속을 버리는 단계에 이른다. 아동은 공동체 가족에서 양육되므로, 초기 유아기(생후 6개월에서 2세)에는 다른 가족 구성원들이 아동이 어머니로부터 점진적으로 젖을 떼는 것을 돕는다. 2세에서 5세 사이에는 부모가 배변 훈련을 서두르지 않는다. 행동을 훈련시키는 대신, 아동은 자신의 속도에 맞춰 성숙하면서 스스로 배우게 된다.
인간 발달의 이 모델은 자율성과 독립성을 중시하는 서구 모델과는 달리 의존성을 장려한다. 세심하게 돌보고 아동에게 독립을 강요하지 않음으로써, 그들은 후기 아동기와 청소년기에 자신감을 가지고 소속감을 느낀다. 이 시기(5-15세)는 아동이 교육을 시작하고 다르마에 대한 지식을 늘리는 시기이기도 하다. 초기 및 중기 성인기에 도덕 발달이 진행된다. 초기, 중기, 후기 성인기는 모두 타인을 돌보고 다르마를 성취하는 것과 관련이 있다. 초기 성인기와 중기 또는 후기 성인기의 주요 차이점은 그들의 영향력이 미치는 범위이다. 초기 성인기는 즉각적인 가족의 필요를 충족시키는 것의 중요성을 강조하며, 이는 나중에 성인기에 일반 대중에게까지 책임이 확대된다. 노년기 발달 단계는 세속을 버리는 단계 또는 다르마에 대한 완전한 이해에 이른다.
심리학 분야의 현재 주류 견해는 인도 인간 발달 모델에 반대한다. 이러한 모델에 대한 비판은 양육 방식이 지나치게 보호적이고 너무 많은 의존성을 조장한다는 것이다. 또한 개인적인 목표보다는 대인 관계에 초점을 맞춘다. 또한 에릭슨의 인간 발달 단계와 인도 모델 사이에는 일부 중복과 유사점이 있지만, 둘 사이에는 여전히 큰 차이가 있다. 서구는 인도 모델보다 에릭슨의 아이디어를 선호하는데, 이는 과학적 연구에 의해 뒷받침되기 때문이다. 힌두교에 기반한 생애 주기는 연구로 뒷받침되지 않고 이상적인 인간 발달에 초점을 맞추기 때문에 덜 선호된다.

## 같이 보기
- 태도 변화
- 행동 예각
- 발달심리생물학
- 발달 정신 병리학
- 발달 시스템 이론
- 애착 및 적응의 동적 성숙 모델
- 교육심리학
- 민족 정체성 발달
- 그룹 발달
- 재활 (인간 발달)
- 발달 심리학자 목록
- 개체 발생적 행렬
- 심리학 개요
- 지각 협소화
- 출생 전후 심리학
- 스케일 오류
- 사회측정적 지위

### 저널
- 자폐 연구
- 아동 발달
- 발달과 정신 병리학
- 발달 신경 심리학
- 발달 심리학
- 발달 리뷰
- 발달 과학
- 인간 발달 (저널)
- 이상 아동 심리학 저널
- 청소년 건강 저널
- 자폐증 및 발달 장애 저널
- 아동 심리학 및 정신과 저널
- 임상 아동 및 청소년 심리학 저널
- 소아 심리학 저널
- 청소년 연구 저널
- 청소년 및 청소년기 저널
- 미국 아동 및 청소년 정신과 학회 저널
- 심리학 및 노화
- 자폐 스펙트럼 장애 연구

## 더 읽어보기
- Bjorklund, David F.; Pellegrini, Anthony D. (November 2000). 《Child Development and Evolutionary Psychology》. 《Child Development》 71. 1687–1708쪽. doi:10.1111/1467-8624.00258. PMID 11194266.
- Bornstein MH, Lamb ME, 편집. (2005). 《Developmental science: An advanced textbook》 5판. Mahwah, NJ: Lawrence Erlbaum Associates Publishers. ISBN 0-8058-5163-1.
- Johnson-Pynn, Julie; Fragaszy, Dorothy M.; Cummins-Sebree, Sarah (2003년 12월 31일). 《Common Territories in Comparative and Developmental Psychology: Quest for Shared Means and Meaning in Behavioral Investigations》. 《International Journal of Comparative Psychology》 16. doi:10.46867/C4D308.
- Lerner RM (1997). 《Concepts and theories of human development》 2판. Mahwah, NJ: Lawrence Erlbaum Associates Publishers. ISBN 0-8058-2682-3. LCCN 85-28127.
- Reid V, Striano T, Koops W (2007). 《Social Cognition During infancy》. Psychology Press.